# Königswinter

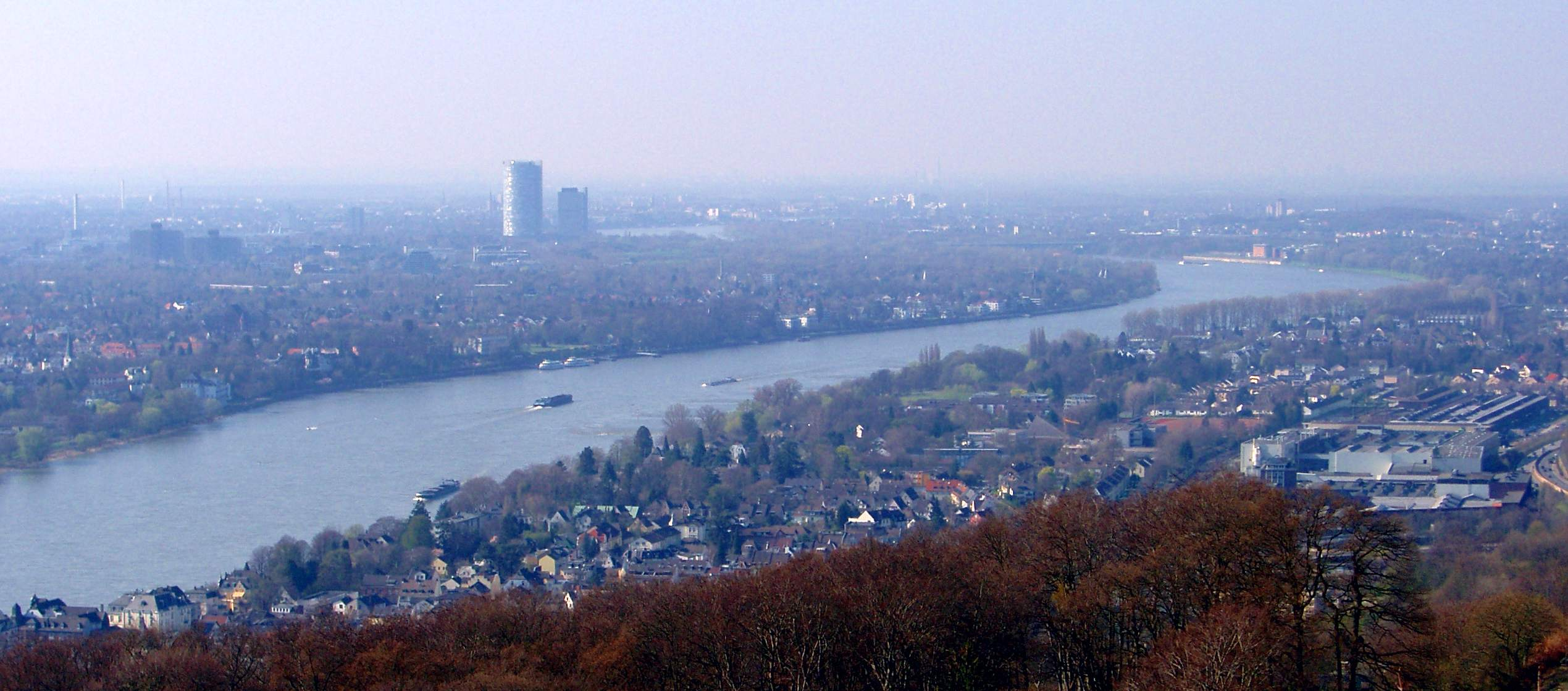
Königswinter vom Drachenfels aus, im Hintergrund Post Tower und Langer Eugen in Bonn

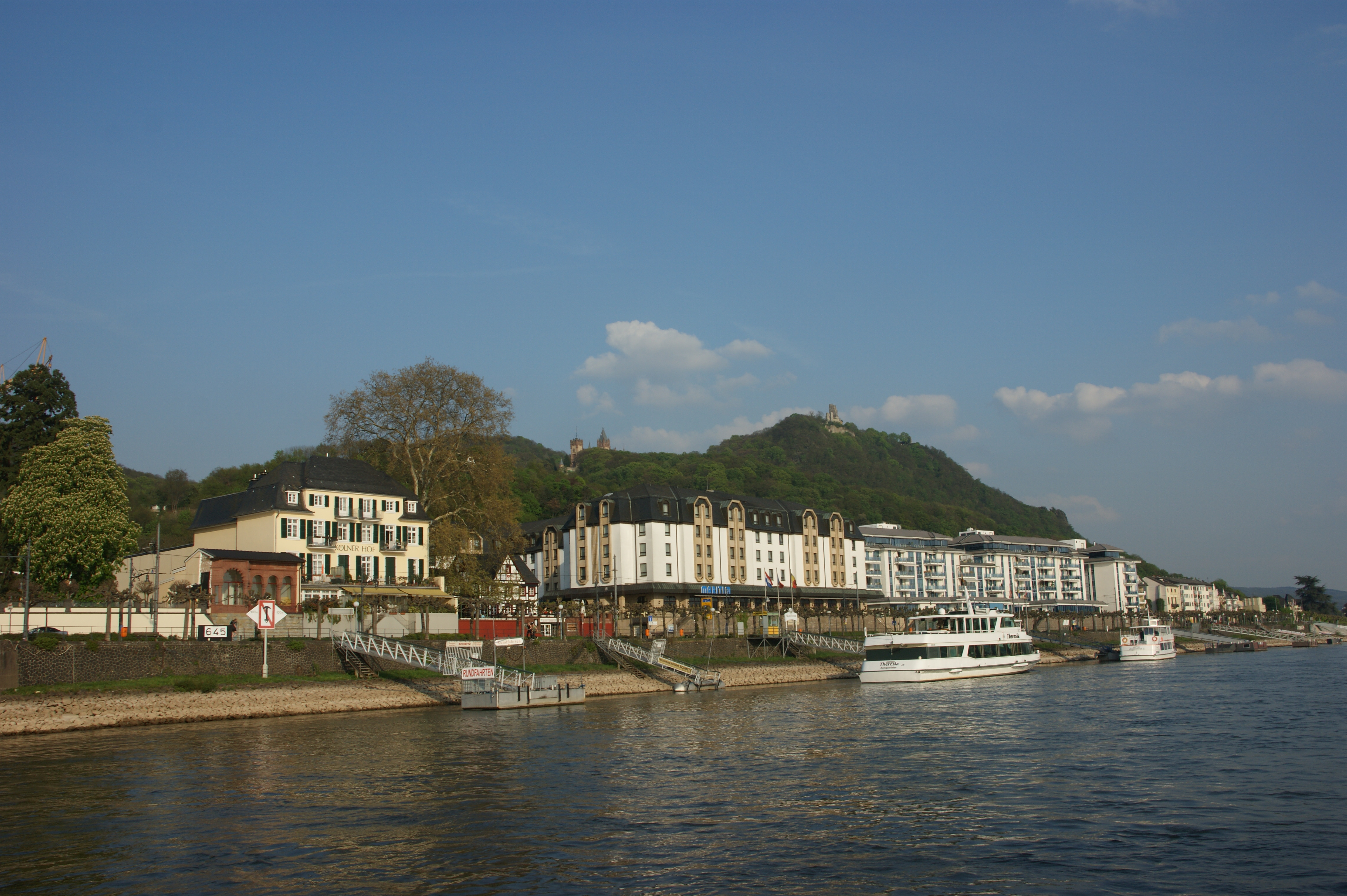
Königswinter vom Rhein aus, Drachenfels und Drachenburg im Hintergrund

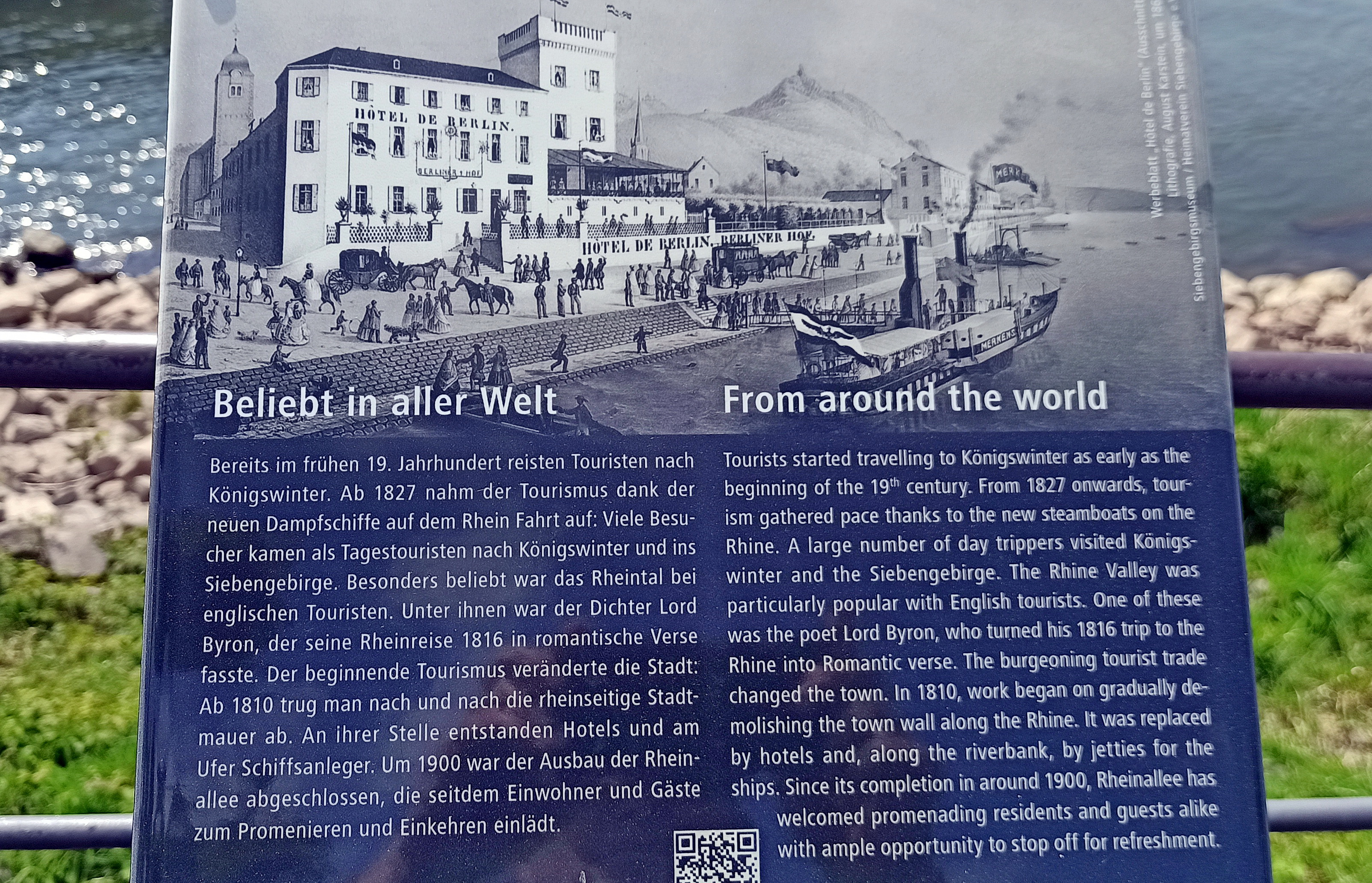
Anzeigetafel am Rheinufer Königswinter mit Sicht auf Hotel de Berlin und Drachenfels aus ca. 1864

Königswinter ist eine Stadt im Rhein-Sieg-Kreis in Nordrhein-Westfalen mit 40.574 Einwohnern (31. Dezember 2024). Sie liegt an der östlichen Rheinseite gegenüber dem Stadtbezirk Bad Godesberg der Bundesstadt Bonn. Königswinter liegt zu Füßen des Siebengebirges mit dem markanten Drachenfels und dem Petersberg, der als Standort des Bundesgästehauses vielfach Stätte von Konferenzen mit nationaler und internationaler Ausstrahlung wurde. Königswinter nimmt gemäß Landesplanung die Funktion eines Mittelzentrums ein.

## Geographie
Die Stadt liegt zwischen Bad Honnef und Bonn-Beuel gegenüber von Bad Godesberg auf der rechten Seite des Rheins, der sich an dieser Stelle im Übergangsbereich vom Mittel- in den Niederrhein befindet. Naturräumlich lässt sich der äußerste Westen des Stadtgebiets dem Godesberger Rheintaltrichter (Kölner Bucht), ein mittlerer Abschnitt dem Siebengebirge, der größere Teil des Ostens dem Pleiser Hügelland und ein kleinerer Teil im Südosten der Asbacher Hochfläche (Niederwesterwald) zuordnen. Damit umfasst es ein Gebiet, das vom Rheintal bis zu den nordwestlichen Ausläufern des Westerwalds reicht. Das Rheintal weitet sich bei Königswinter nördlich von Drachenfels und Petersberg schrittweise in die beginnende Kölner Bucht aus. Weitere prominente Anhöhen sind die Dollendorfer Hardt, der Lohrberg, der Nonnenstromberg, der Stenzelberg, der Weilberg sowie die Wolkenburg. Die höchste Erhebung im Stadtgebiet Königswinter, zugleich die höchste im Rhein-Sieg-Kreis, markiert der Gipfel des 461 m ü. NHN hohen Großen Ölbergs; der niedrigste Punkt wird mit knapp 50 m am Rheinufer bei Niederdollendorf erreicht.
Die Königswinterer Altstadt liegt bei 57 m ü. NHN auf einer rund 500 Meter breiten Terrasse am nordwestlichen Beginn des Drachenfels sowie am Fuße des Petersbergs. Ins Siebengebirge hinauf führen das Mühlental (Tal des Mirbesbachs) und das Nachtigallental. Die Gemarkung des Stadtteils Königswinter erstreckt sich im Nordosten bis auf den Gipfel des Petersbergs, den sie sich mit Niederdollendorf teilt. Die Bebauung der Stadt reicht von der Höhe der historischen Altstadt bis unmittelbar an den Rhein, wird weiter nördlich durch einen breiteren Austreifen begrenzt und geht im Norden, zum Teil nahtlos, in die Niederdollendorfs über. Im Süden wird sie durch eine lediglich zwei Straßen und zwei Bahntrassen führende Engstelle begrenzt und verjüngt, die der zwischen Rhöndorf im Süden und Königswinter im Norden bis an den Rhein heranreichende Drachenfels an diesem Punkt bildet. Dort befindet sich auch der Drachenfelsgrund, eine historisch als Reih bezeichnete Untiefe im Rhein. Östlich und oberhalb der Trasse der Bundesstraße 42 sowie im breiten Tal zwischen Petersberg und Hirschberg bestehen kleinere Wohngebiete, Schrebergärten und Einzelhäuser, darunter der Wintermühlenhof, ebenso auf dem Rüdenet, einem nordwestlichen Bergrücken des Drachenfelses.
Die Lage Königswinters wird durch die Nähe zu Bonn und insbesondere zu dem sechs Kilometer entfernten Bundesviertel begünstigt. Dieses stellt durch die dort ansässigen nationalen und supranationalen Institutionen wie Bundesministerien, Bundesbehörden und internationalen Organisationen wie die Vereinten Nationen sowie mehrere Global Players einen Arbeitsplatzschwerpunkt dar.
Die Hänge der Berge in Königswinter und Oberdollendorf werden seit jeher für den Weinbau genutzt. Die Rebflächen der Weinlage Königswinterer Drachenfels zählen im „Bestimmten Anbaugebiet Mittelrhein“ zur Großlage Petersberg. Der 2005 eröffnete rechtsrheinische Fernwanderweg Rheinsteig führt von Bonn über den Drachenfels nach Wiesbaden. Königswinter bietet Zugang zu Deutschlands meistbestiegenem Berg, dem Drachenfels. Dieser hat mit der Burgruine aus dem 12. Jahrhundert, unterstützt durch die seit 1883 betriebene Zahnradbahn, Königswinters Namen als Fremdenverkehrsort entscheidend mitgeprägt.

### Ausdehnung des Stadtgebiets

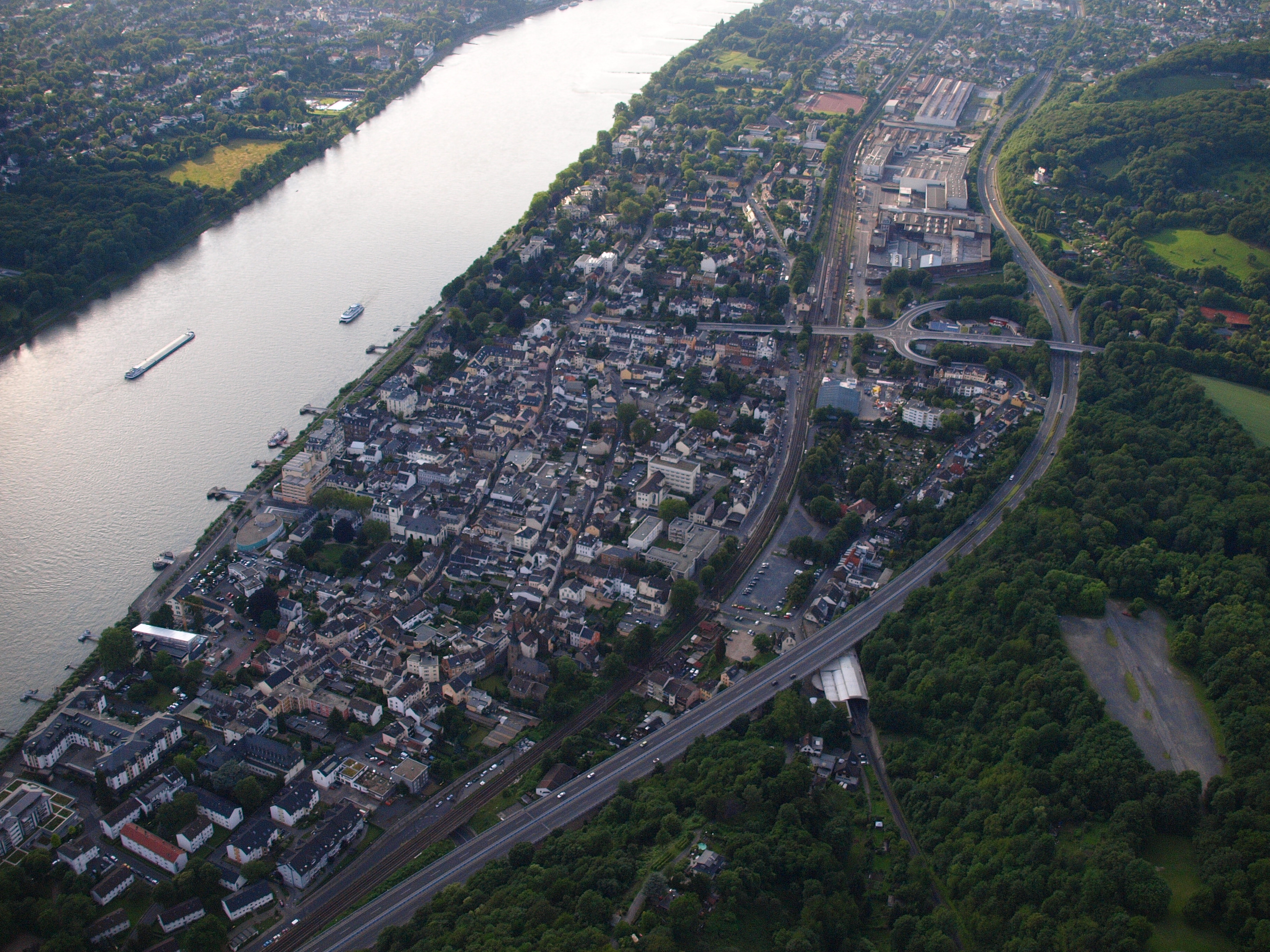
Königswinter, Luftaufnahme aus südöstlicher Richtung

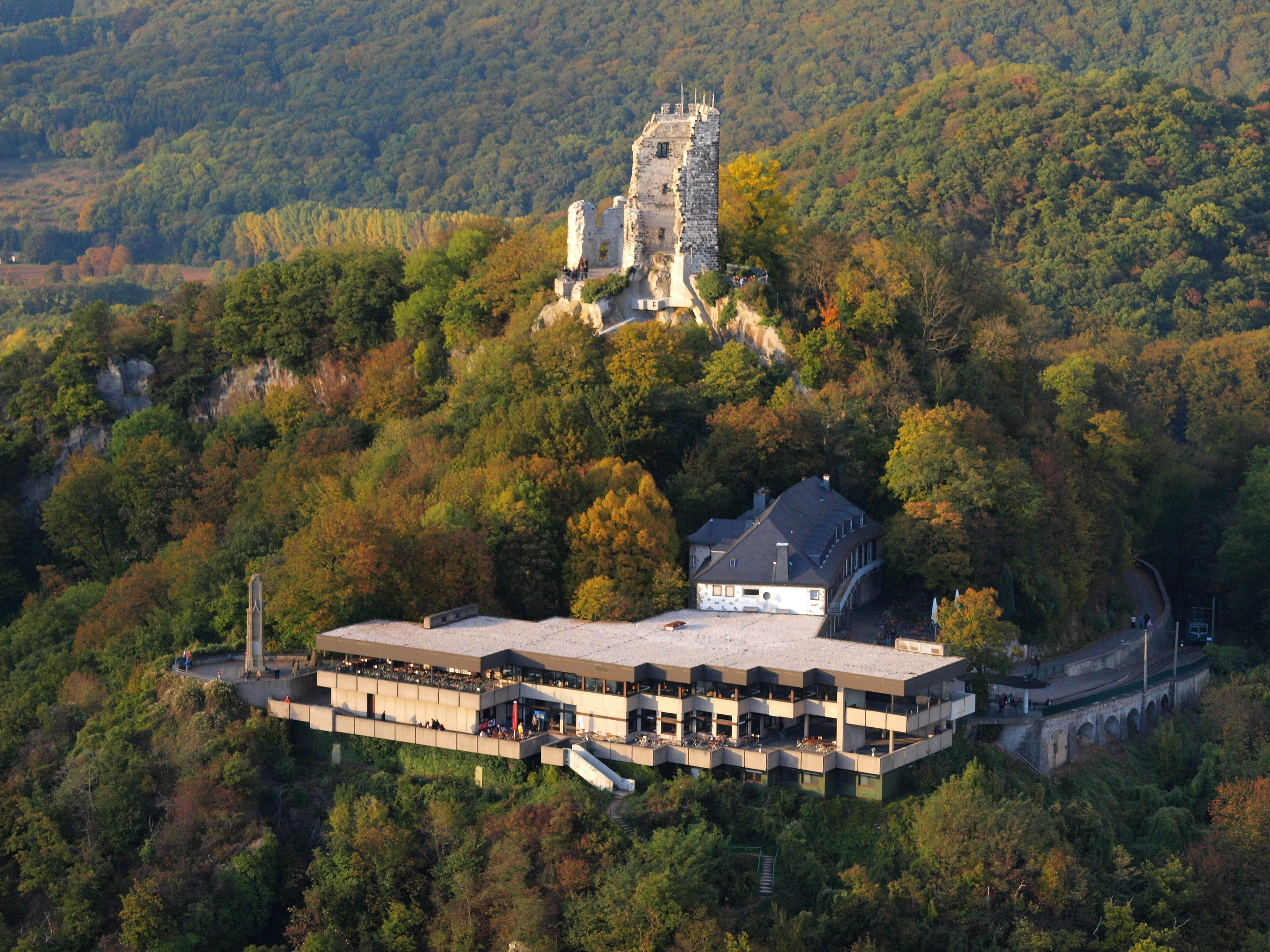
Drachenfelsruine mit dem inzwischen abgerissenen Restaurant

Das Stadtgebiet Königswinters erstreckt sich über eine Fläche von 76,19 Quadratkilometern und besitzt damit die fünftgrößte Ausdehnung im Rhein-Sieg-Kreis. Es dehnt sich in Nord-Süd-Richtung etwa zehn Kilometer vom Bonner Stadtbezirk Beuel bis zum Bad Honnefer Stadtteil Rhöndorf aus. In Ost-West-Richtung reicht es von der rheinland-pfälzischen Gemeinde Buchholz bis zur in der Mitte des Rheins liegenden Grenze mit dem Bonner Stadtbezirk Bad Godesberg bei einer Ausdehnung von ungefähr 14,5 Kilometern.

### Stadtgliederung
Das Stadtgebiet gliedert sich in einen Berg- und Talbereich mit rund 80 Ortsteilen/Gehöften, die in die neun Stadtteile Stieldorf, Königswinter, Niederdollendorf, Oberdollendorf, Heisterbacherrott, Ittenbach, Oberpleis, Eudenbach und Thomasberg unterteilt sind:
Altstadt, Bellinghausen, Bellinghauserhof, Bellinghauserhohn, Bennerscheid, Berghausen, Bönschenhof, Bockeroth, Boseroth, Dahlhausen, Düferoth, Döttscheid, Eisbach, Elsfeld, Eudenbach, Eudenberg, Faulenbitze, Frankenforst, Freckwinkel, Friedrichshöhe, Frohnhardt, Gratzfeld, Gräfenhohn, Hartenberg, Hasenboseroth, Heiderhof, Heisterbach, Heisterbacherrott, Herresbach, Höhnchen, Höhnerhof, Hühnerberg, Hünscheiderhof, Hüscheid, Ittenbach, Jüngsfeld, Kappesbungert, Kellersboseroth, Kippenhohn, Kochenbach, Komp, Kotthausen, Lahr, Margarethenhöhe, Niederbuchholz, Niederdollendorf, Niederscheuren, Nonnenberg, Oberbuchholz, Oberdollendorf, Oberpleis, Oberscheuren, Oelinghoven, Perlenhardt, Pleiserhohn, Pützstück, Quirrenbach, Rauschendorf, Rostingen, Ruttscheid, Rübhausen, Römlinghoven, Sand, Sandscheid, Sassenberg, Schnepperroth, Schwirzpohl, Siefen, Sonderbusch, Sonnenbergerhof, Stieldorf, Stieldorferhohn, Thelenbitze, Thomasberg, Uthweiler, Vinxel, Wahlfeld, Wahlfelderhof, Waschpohl, Weiler, Willmeroth.
Die Kernstadt Königswinter (Ortsteil Altstadt) hat 5117 Einwohner (Stand: 30. September 2022). Die Orte Kappesbungert und Hünscheiderhof sind einwohnerlos, jedoch weiterhin als Ortsteile registriert. In umgekehrter Weise sind Bellinghauserhohn und Herresbach geographisch eigenständige Ortschaften, werden aber in der städtischen Einwohnerstatistik nicht ausgewiesen.
Auf dem Stadtgebiet bestehen folgende 13 Gemarkungen in den Grenzen ehemaliger Gemeinden: Berghausen, Hasenpohl, Heisterbacherrott, Ittenbach, Königswinter, Niederdollendorf, Oberdollendorf, Oberhau, Oberpleis, Oelinghoven, Rauschendorf, Vinxel, Wahlfeld. „Oberhau“ ist kein Ortsname, sondern eine Zusammenfassung von 14 Ortsteilen in der Bergregion. Auch die Gemarkung Hasenpohl weist keine gleichnamige Ortschaft auf.

### Nachbarstädte und -gemeinden
Im Uhrzeigersinn, im Norden beginnend, grenzen folgende Städte und Gemeinden an die Stadt Königswinter: Bundesstadt Bonn (Stadtbezirk Beuel), Stadt Sankt Augustin (Rhein-Sieg-Kreis), Stadt Hennef (Rhein-Sieg-Kreis), Gemeinde Buchholz (Verbandsgemeinde Asbach, Landkreis Neuwied), Stadt Bad Honnef (Rhein-Sieg-Kreis), Bundesstadt Bonn (Stadtbezirk Bad Godesberg).

### Klima
Das Königswinterer Klima ist im Bundesvergleich mild. Die Jahresdurchschnittstemperatur (Mittel 1971 bis 2000) liegt bei 10,9 Grad Celsius, wobei es bedeutende Schwankungen zwischen Tal- und Bergbereich gibt. Nach Prognosen des Potsdamer Instituts für Klimafolgenforschung werde die Jahresdurchschnittstemperatur, hochgerechnet aus den Jahren 2001 bis 2030, danach 11,9 Grad Celsius betragen, zudem werde die Vegetationsperiode länger.

## Geschichte

### Der Name Königswinter
Der Name Königswinter entstand angeblich, nachdem Karl der Große am Drachenfels eine Weindomäne erworben hatte, es somit ein königlicher Winzerort (lateinisch Vinetum „Weingarten“) geworden war, wofür es jedoch keinerlei Nachweis gibt. Im Jahre 893 taucht zum ersten Male in einer Urkunde der Abtei Prüm in der Eifel der Name Vintre (fraglich Uintre) auf, bei dem deren Weinberge liegen. Diese Ortsbezeichnung im Prümer Urbar lässt sich jedoch nicht zweifelsfrei zuordnen, es kann sich auch um das wenige Kilometer stromaufwärts gelegene Oberwinter handeln. In einer Urkunde von 1015 wird unter dem Datum 25. Februar Königswinter, allerdings in der Form Winetre, erstmals erwähnt, dabei schenkte Kaiser Heinrich II. dem Bonner Frauenstift Dietkirchen ein Gut, das ihm Graf Wilhelm und dessen Bruder Boppo in dem im Auelgau gelegenen Ort Winetre überlassen hatten. In den Jahren 1064 und 1269 wurde der Ort als „Wintere“ und 1316 als „Wynteren inferior“ (Niederwinter) erwähnt. Erst 1342 erschien zum ersten Mal der Name „Kuoningwinteren“.
Gerhard Mercator (1512–1594) bezeichnete in seiner erstmals 1585 in den Tabulae Geographicae in Duisburg erschienenen Karte des Herzogtums Berg, der Grafschaft Mark und Diözese Köln die Stadt als „Coninxwinter“. Der Kölner Kartenmacher Matthias Quad (1557–1613) schuf nach einer Vorlage des Cornelius Adgerus (um 1520–1595?) im Jahr 1596 eine Karte des kurkölnischen Gebietes, in dem sich die Bezeichnung in „Conixwinter“ gewandelt hat. 1793 ist auf einer den Süden Kurkölns wiedergebenden Karte des in Wien tätigen Franz Johann Joseph von Reilly (1766–1820) Königswinter bereits in seiner heutigen Schreibweise aufgeführt.

### Königswinter bis zum Ende der kurkölnischen Zeit

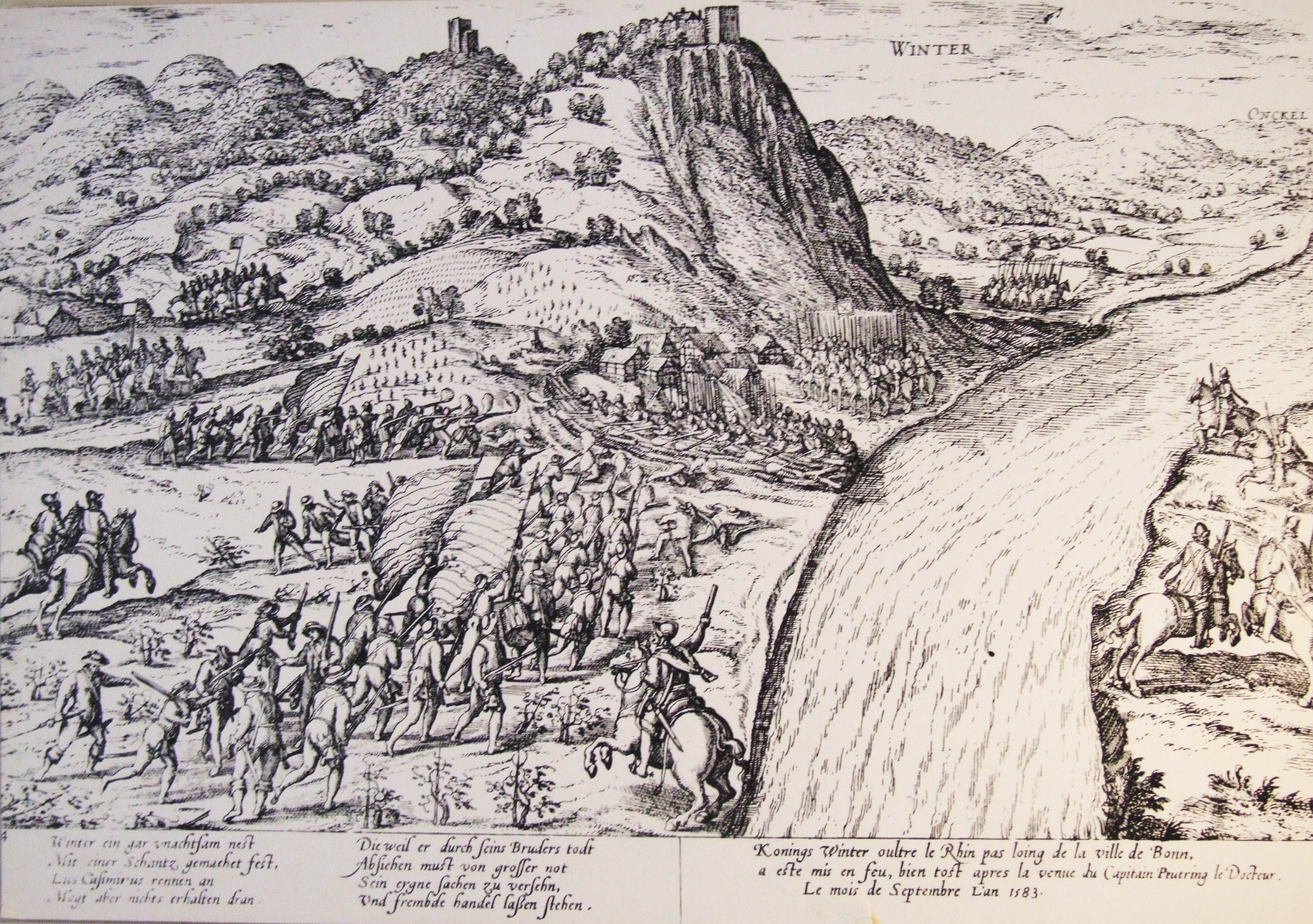
Belagerung von Königswinter durch Pfalzgraf Johann Kasimir 1583; Kupferstich einer Flugschrift des Truchsessischen Krieges

Eine im 1. Jahrhundert v. Chr. durch die Kelten errichtete Fluchtburg mit einem Stein- und Palisadenwall lässt sich auf dem Petersberg nachweisen. Archäologische Funde belegen jedoch, dass bereits 3500 v. Chr. Menschen auf dem Petersberg in Königswinter siedelten.
Spuren römischer Steinbruchtätigkeit ab 50 n. Chr. am Drachenfels und der Gebrauch dieser Steine in römischen Gebäuden in den Orten rheinabwärts sind weitere Zeugnisse menschlicher Tätigkeit in der Region. Königswinter entstand vermutlich aus einer fränkischen Siedlung, denn es gibt Funde (so zum Beispiel in Form eines fränkischen Grabsteines in Niederdollendorf), die auf das Jahr 680 n. Chr. zurückdatiert werden. Somit gab es zu dieser Zeit vermutlich schon Bewohner in der Region.
Das Stift Essen und das Kloster Heisterbach besaßen einen Hof im Ort. Landesherrlich gehörte Königswinter zum Kurfürstentum Köln und unterstand der Verwaltung des Amtes Wolkenburg, welches die beiden Burgen Drachenfels und Wolkenburg sowie die Orte Königswinter und Ittenbach umfasste. Obwohl Königswinter eine Stadtmauer und damit eines der für eine Stadt typischen Merkmale hatte, besaß der Ort kein Stadtrecht, sodass er als sogenannter Flecken anzusehen war. Ein Angriff auf den Ort im September 1583 durch Truppen des Pfalzgrafen Johann Kasimir im Truchsessischen Krieg blieb erfolglos. Im Februar 1643 überfielen hessische Truppen Königswinter und plünderten den Ort. 1670 umfasste der Flecken 109 Häuser. 1689 brannten fast alle Gebäude ab, weil französische Soldaten Königswinter plünderten. 1795 marschierten erneut französische Truppen in Königswinter ein.
1780 entstand die neue Pfarrkirche St. Remigius. Nach der Säkularisation des Erzstiftes Kurköln 1803 fiel Königswinter an das Fürstentum Nassau-Usingen, 1806 an das napoleonische Großherzogtum Berg und schließlich 1815 an das Königreich Preußen.

### Napoleonische Zeit
In der Franzosenzeit wurde das Großherzogtum neu gegliedert. Königswinter gehörte 1806 zum Arrondissement Siegburg, Ende 1808 entstanden größere Einheiten, und die neu gebildeten Kantone Siegburg und Königswinter wurden dem Arrondissement Mülheim am Rhein unterstellt. Die Kantone gliederten sich in Mairien. Auch Königswinter war Verwaltungssitz und Namensgeber einer Mairie. Bei den Befreiungskriegen war der preußische Major Ferdinand Wilhelm Franz Bolstern von Boltenstern einer der Initiatoren des 1813 gegründeten Freiwilligen Landsturms Banner des Siebengebirges, der aktiv unter dem Adjutanten Franz Bernhard de Claer bei der Befreiung von der Franzosenherrschaft mitwirkte. Bei Angriffen auf die französischen Truppen auf dem linken Rheinufer nach Blüchers Übersetzen über den Rhein bei Kaub in der Neujahrsnacht 1813/14 fiel der Kommandant der Vorposten auf der Insel Nonnenwerth, der Steinhauermeister Johann Joseph Genger. Nach Boltenstern wurde im Zentrum Königswinters ein Platz benannt. Genger und de Claer wurden mit angrenzenden Straßen geehrt. Auch ein Denkmal auf dem Drachenfels wurde ihnen gewidmet. Am 14. Januar zogen die französischen Truppen vom linken Rheinufer ab.

### Preußische Zeit, Besatzungszeit, Zeit des Nationalsozialismus
Die aus der Mairie 1816 hervorgegangene preußische Bürgermeisterei Königswinter im Kreis Siegburg (ab 1825 Siegkreis) umfasste die Gemeinden Honnef, Königswinter, Aegidienberg und Ittenbach. 1820 erhielt Königswinter ein sogenanntes Postwärteramt im Bezirk des Postamts Bonn, zu dessen Zustellbereich bis 1849 auch Honnef gehörte (und Rhöndorf auch danach). 1862 löste sich Honnef von der Bürgermeisterei und erhielt als Stadt seine Selbstständigkeit als eigene Bürgermeisterei Honnef. Königswinter erhielt 1889 die Stadtrechte. Die Gemeinden Aegidienberg und Ittenbach verblieben im Verwaltungsbereich der Bürgermeisterei, die nunmehr Königswinter-Land wurde. Der Bürgermeister der Stadt war in Personalunion auch Vorsteher der Landbürgermeisterei. Wohnplätze der Stadt Königswinter waren im Jahr 1885 Burghof, Dömchen, Drachenburg, Drachenfels, Elsigerfeld, Heidsfeld, Hirschburg, Kreuzmühle, Kuckstein, Liebesbrünnchen, Marienhöhe, Pottscheid, Rosenau, Rüdenet, Sonntagsmühle, Sprengfeld, Wintermühlenhof und Wülsdorferhof.

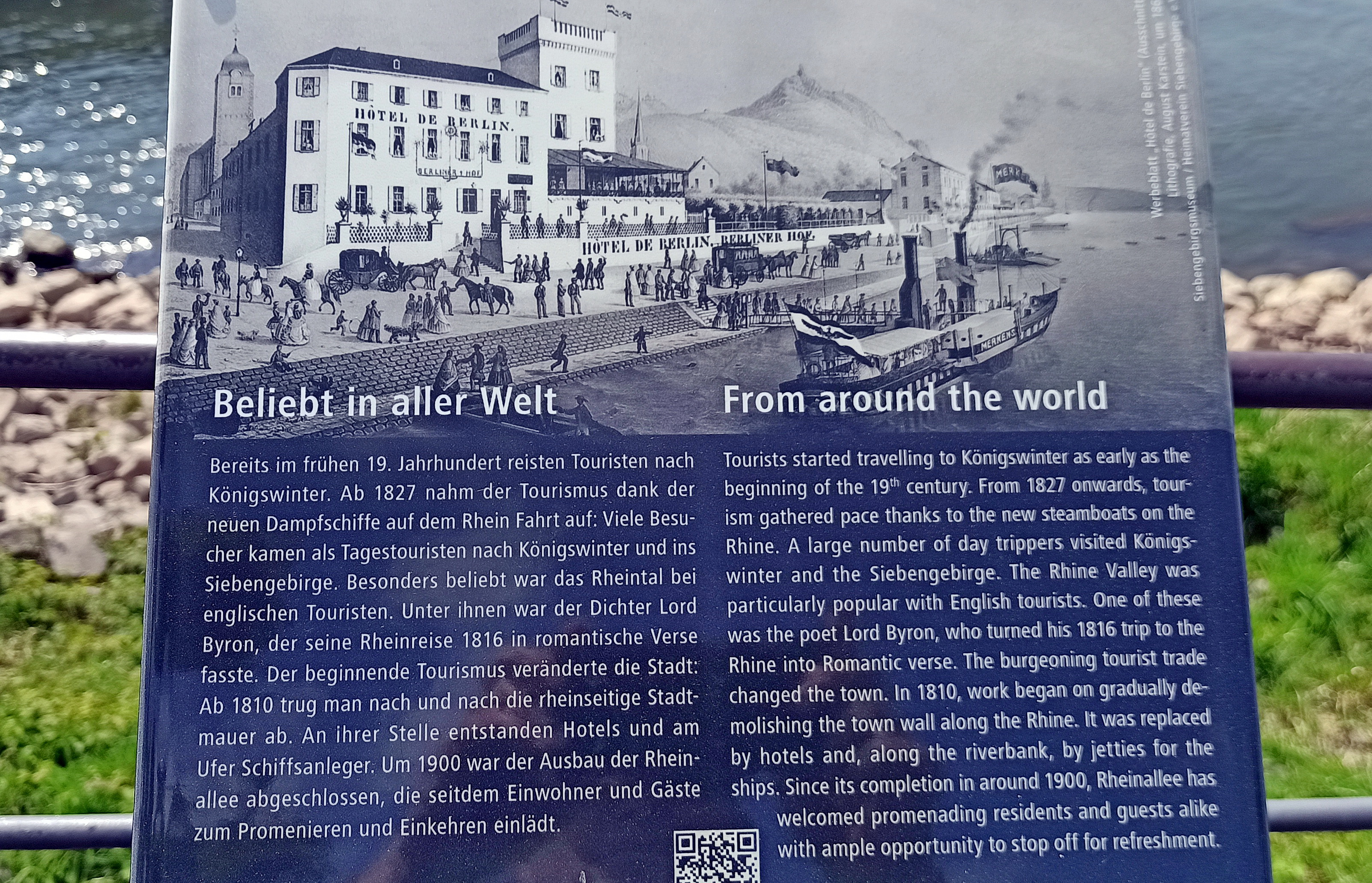
Rheinufer Königswinter mit Sicht auf Hotel de Berlin und Drachenfels, ca. 1864.

Anfang des 19. Jahrhunderts war in Königswinter die einzige befestigte Straße die heutige Hauptstraße, an der man auch die ältesten Gebäude findet. Weinanbau, Forstwirtschaft, Steinbruch und eine Mine waren die Arbeitgeber. Der bereits im 18. Jahrhundert einsetzende und im 19. Jahrhundert sich verstärkende Fremdenverkehr erschloss dem Ort eine neue wirtschaftliche Grundlage. Insbesondere der Drachenfels wurde durch das romantische Gedicht „The Castled Crag of Drachenfels“ Lord Byrons bekannt und seitdem von britischen Reisenden auf der Grande Tour aufgesucht. Weitere Berühmtheit erlangte der Drachenfels auch durch die Ende des 18. Jahrhunderts wiederentdeckte und von dem Bonner Germanisten Karl Simrock aus dem Mittelhochdeutschen übersetzte Nibelungensage. Simrock verknüpfte die Erschlagung des legendären Drachen durch Siegfried mit dem Drachenfels. 
1827 wurde die Dampfschifffahrt auf dem Rhein aufgenommen. Bereits 1833 gab es auf dem Drachenfels ein Gasthaus. Als 1841 Bürgermeister August Mirbach sein Amt antrat, war sein Ziel, die touristischen Möglichkeiten des Siebengebirges weiter zu nutzen. Als eine der ersten Maßnahmen wurde 1861 im Nachtigallental (zuvor „Menessiefen“ genannt) eine Promenade angelegt, im Laufe des Jahrzehnts kam es zu einer Wiederbelebung des zuvor ins Stocken geratenen Tourismus.:118 Da der Aufstieg zum Drachenfels vor allem am Anfang sehr steil und die Hilfe von Eseln unbequem war, versuchte Mirbach, die Technik des 19. Jahrhunderts zu nutzen. Nach einiger Zeit konnte er eine Firma für das Projekt Drachenfelsbahn gewinnen, die am 17. Juli 1883 eröffnet wurde.
1889 wurde mit der Petersbergbahn eine zweite Zahnradbahn eröffnet. Mit dem Bau der Bahnen kam der Massentourismus in die Stadt. Eine bedeutende städtebauliche Maßnahme war der Ausbau des vormals als Werk- und Verladeplatz Königswinterer Steinhauer und Backofenbauer genutzten Rheinufers zu einer Promenade mit Lindenallee, der 1895 mit dem Neubau der Ufermauer abgeschlossen wurde. Am Rheinufer entstanden zusätzlich zu dem bereits 1838 errichteten Europäischen Hof (Abbruch 1972) in enger Aneinanderreihung einige große Hotelbauten (zum Teil Palasthotels), darunter der Düsseldorfer Hof, das Hotel Monopol (später Loreley), das Hotel Germania, der Kölner Hof und der Berliner Hof, die den bisherigen Rahmen einer Kleinstadt überwanden und zu einer städtebaulichen Neuausrichtung Königswinters auf den Rhein führten. Industrie siedelte sich erst gegen Ende des 19. Jahrhunderts an: das Stella-Werk. 1919 gründete Johann Lemmerz seine Felgenfabrik, die sich heute von der Altstadt bis nach Niederdollendorf erstreckt und immer noch das wichtigste Unternehmen der Stadt ist. Seine Brüder Franz und Simon Lemmerz besaßen eine Automatenfabrik, die heute in der dritten Generation existiert. Eine weitere Gründung aus den 1920er-Jahren ist die Zera.

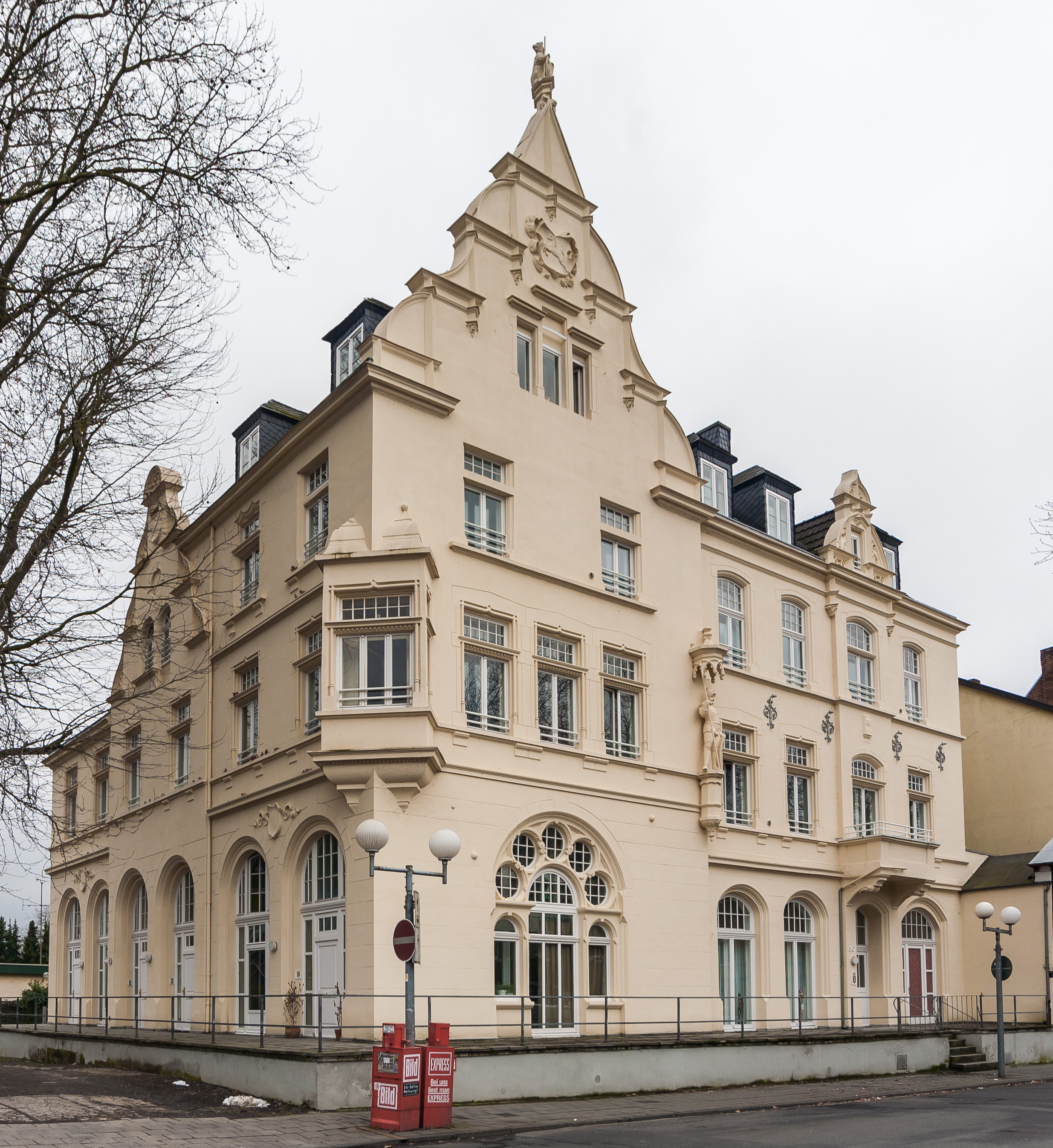
Westfalenhof, Offiziers-Quartier französischer Besatzungstruppen

Nach Inkrafttreten des Versailler Vertrags 1920 gehörte Königswinter (inkl. eines Großteils des heutigen Stadtgebietes) zunächst zum unbesetzten Gebiet im Rheinland. Die Grenze zur fünfjährigen Besatzungszone verlief zwischen Oberkassel und Oberdollendorf. Infolge des Ruhrkampfs wurde auch Königswinter am 25. Februar 1923 als Teil des sog. „Einbruchsgebiets“ im südlichen Siegkreis und nördlichen Kreis Neuwied von französischen Truppen besetzt. Im Westfalenhof richteten sie ein Offiziers-Quartier ein. Der Bürgermeister von Königswinter (Josef Clever) wurde am 6. April verhaftet und nach Bonn ins Gefängnis gebracht, die Amtsgeschäfte nahm anschließend sein Stellvertreter Liedgens wahr. Während der Besatzungszeit wurde in Königswinter ein französischer Ortskommandant, dem Kreisdelegierten in Siegburg unterstellt, eingesetzt. Nach der Londoner Konferenz kam es am 17. November 1924 zur Räumung des Einbruchsgebiets durch die Besatzung und zur Wiedereinsetzung des Bürgermeisters Clever.
In der Zeit des Nationalsozialismus wurde die wirtschaftliche und städtebauliche Entwicklung Königswinters maßgeblich durch die Deutsche Arbeitsfront (DAF) und deren Unterorganisation Kraft durch Freude (KdF), die den Fremdenverkehr organisierte, bestimmt. Die Villa Leonhart am Nordrand der Altstadt wurde zum Gästehaus der DAF umgebaut und diente zeitweise als Dienstvilla ihres Leiters Robert Ley. Ein bisheriges gewerkschaftliches Tagungszentrum und Erholungsheim (heutiges Adam-Stegerwald-Haus) im Süden von Königswinter wurde zur Landesführerschule der Nationalsozialistischen Deutschen Arbeiterpartei (NSDAP) umfunktioniert, die nach 1935 vorrangig als Gauführerschule der DAF diente. Eine weitere Landesführerschule („Königswinter II“) wurde nach dem im Oktober 1936 erfolgten Ankauf durch die DAF 1937 im Hotel Mattern eingerichtet; zu beiden Schulen kamen zeitweise (1936–1939) bis zu ein Viertel der reichsweiten Teilnehmer an DAF-Lehrgängen.:231 ff. Im Umkreis der Landesführerschule „Königswinter I“ sollte auf 45.000 Quadratmetern ein großes Erholungsheim mit einer Kapazität von 5.000, nach einer anderen Planung 1.000 Betten entstehen. 
Zudem waren die Anlage eines neuen Bahnhofs im Süden der Stadt und – um mehr Platz für die Neubauten zu gewinnen – die Untertunnelung des Drachenfels für die Bahnstrecke vorgesehen. Die Planungen, für die Entwürfe der Architekten Clemens Klotz und Franz Josef Krings eingeholt wurden, führten in der zweiten Hälfte der 1930er-Jahre zum Abriss zahlreicher Villen und Häuser zwischen Hauptstraße und Rheinallee (heutiges Gelände des Maritim-Hotels) – eine der Villen wurde nach Mehlem versetzt. Die Grundsteinlegung für das KdF-Heim erfolgte am 2. Mai 1936, bis zum Kriegsbeginn 1939 wurden allerdings nur die Fundamente errichtet und die Arbeiten anschließend reduziert und schließlich eingestellt.:293, 494–497, 552 Das Schloss Drachenburg, 1940 ebenfalls in den Besitz der DAF gefallen, diente ab 1942 als „Adolf-Hitler-Schule“.:106
Im Zweiten Weltkrieg kamen 206 Kriegsteilnehmer aus Königswinter um, die Stadt hatte zudem 125 zivile Tote zu beklagen.:590 Der erste Bombenangriff im Alliierten Luftkrieg auf die Stadt erfolgte in der Nacht vom 13. auf den 14. März 1941 und blieb ohne Schäden.:591 Ab Juli 1941 wurden in Königswinter mehrfach Fliegergeschädigte aus Köln und später auch aus dem Ruhrgebiet untergebracht.:600 f. 1942 zogen mehrere Einrichtungen aufgrund der anhaltenden Luftangriffe auf Köln in die Stadt um, darunter die Filmverleihanstalt Terra in den Europäischen Hof, der Brauereiwirtschaftsverband Westdeutschland ins Logierhaus des Bergischen Hofes und mehrere Baufirmen ins Haus Felseck.:601 Im Herbst 1943 wurden mehrere Hotels, darunter der Europäische Hof, das Hotel Loreley, der Westfalenhof, der Kölner Hof und der Düsseldorfer Hof geräumt und umgebaut, um die in Köln zerbombten Krankenanstalten Lindenburg (Universitätsklinikum) aufzunehmen. Gegen Kriegsende waren hier Fleckfieberkranke untergebracht.:602
Am 22. April 1944 wurde die Stadt zum Ziel des schwersten Luftangriffs im Siebengebirgsraum, der vermutlich die Lemmerzwerke zum Ziel hatte und daher zu schweren Zerstörungen im nördlichen Siedlungsgebiet führte und insgesamt im Stadtgebiet 55 Menschenleben kostete.:593 In der damaligen Hindenburgstraße, der heutigen Generalkonsul-von-Weiß-Straße, wurde ein Haus getroffen, das Hotel Europäischer Hof beschädigt, das Hotel Berliner Hof zerstört.:105 Das Gelände blieb unbebaut und wurde zum Berliner Platz, einer Gartenanlage, umgebaut, an dessen Stelle seit 2005 das Sea Life Königswinter steht. Die Aufräumarbeiten infolge des Luftangriffs zogen sich bis in den Sommer hinein.:594 In der zweiten Jahreshälfte 1944 zog die Oberstaatsanwaltschaft am Landgericht Köln nach Königswinter (Moltkestraße 4), zudem wurde ein Kölner Sondergericht in das Amtsgericht Königswinter verlegt.:602 Die in Königswinter untergebrachten Ausweichkrankenhäuser aus Köln bezogen ab Ende Februar 1945 die Ofenkaulen, in die unter dem Eindruck zunehmenden Artilleriebeschusses am 7./8. März zahlreiche Menschen flüchteten.:613 Am 16. März 1945 nahmen amerikanische Kampftruppen von Rhöndorf kommend die Stadt ein, wobei sich die deutschen Verteidiger ohne größere Kampfhandlungen rasch zurückzogen.:615 Der Beschuss durch die deutsche Artillerie, der in Königswinter am 21. März zu fünf Todesopfern führte, dauerte noch bis zum 22. März an.:617

### Königswinter nach 1945

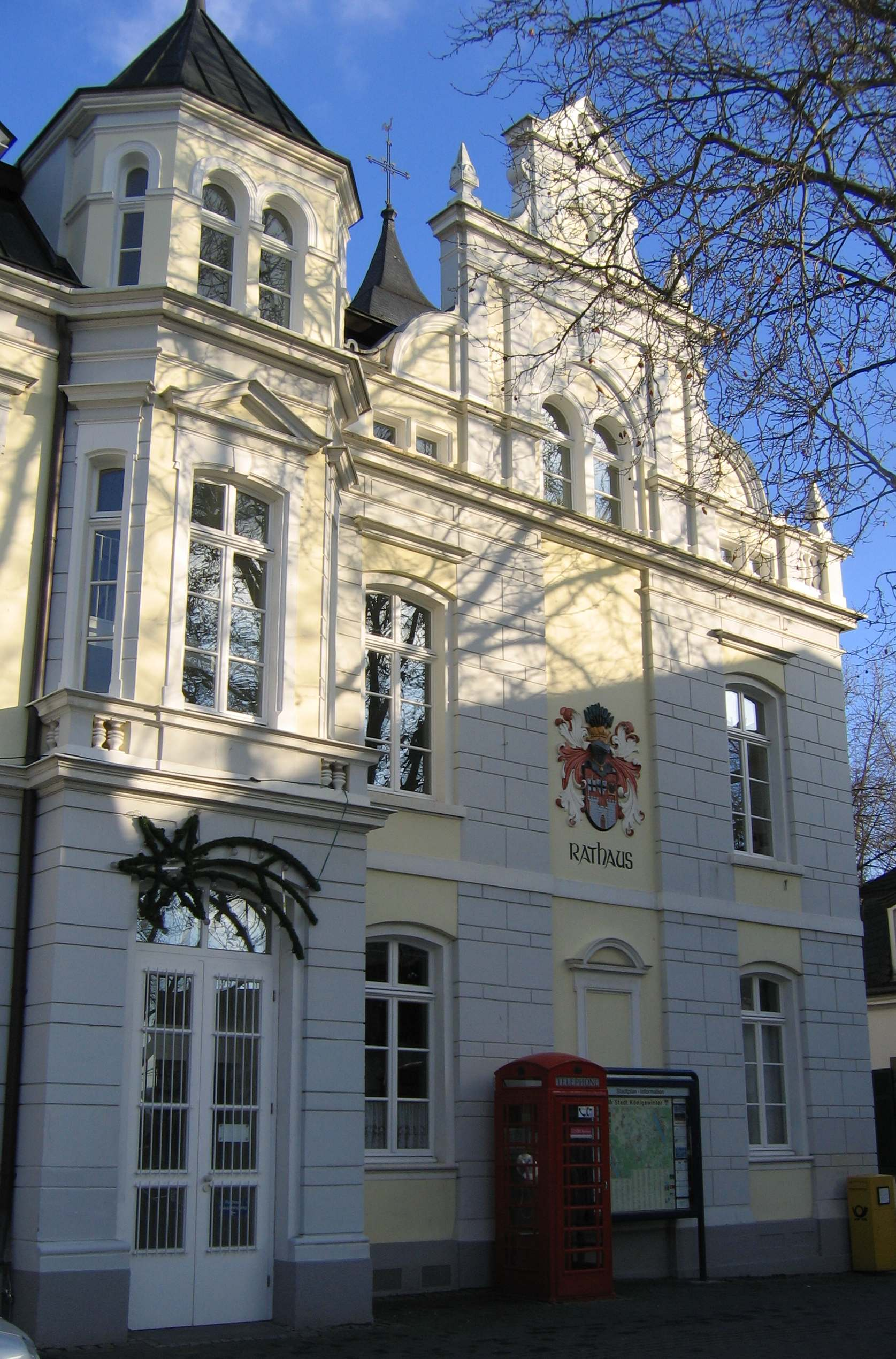
Altes Rathaus Königswinter mit dem bis 1969 gültigen Wappen

Nach der Entscheidung von Parlamentarischem Rat und Bundestag für Bonn als vorläufigen Regierungssitz der Bundesrepublik Deutschland wurde Königswinter Teil der neuen „Hauptstadtregion“. 1948/49 kam hier im früheren Gewerkschaftsheim „Arbeiterwohl“ die CDU/CSU-Fraktion des Parlamentarischen Rates unter. Der Petersberg erlangte ab 1949 als Sitz der Alliierten Hohen Kommission (AHK) große Berühmtheit. Hier wurde das „Petersberger Abkommen“ geschlossen, das als erster Schritt der Bundesrepublik zu einem eigenständigen Staat gewertet wird. Für Mitglieder der britischen Hochkommission entstanden in Königswinter nach einer vorhergehenden Beschlagnahme von Grundstücken (durchgeführt zwischen Mai und Juli 1951) 19 Wohnhäuser.:99 f. Die Stadt gehörte von 1949 bis 1955 der Enklave Bonn an, einem der AHK unterstehenden Sondergebiet um den Regierungssitz. Am 11. Mai 1950 wurde in Königswinter die CDU auf Bundesebene gegründet.
1954/55 entstand am nordöstlichen Ende der Altstadt das stadtbildprägende siebengeschossige Verwaltungsgebäude der damaligen Lemmerzwerke.
1967 hatte Königswinter 5974 Einwohner, von denen 47 in der Land- und Forstwirtschaft, 1237 im verarbeitenden Gewerbe und 1094 im Dienstleistungsbereich tätig waren. 881 Auspendlern standen 2667 Einpendler gegenüber. In industriellen Arbeitsstätten waren 3887 Personen beschäftigt. An öffentlichen Einrichtungen waren 1967 vorhanden: zwei Volksschulen, eine Realschule, ein Gymnasium, ein Freibad, ein Sportplatz, zwei Turnhallen, zwei Kindergärten und zwei Büchereien.
Im Zuge des Gesetzes zur kommunalen Neugliederung des Raumes Bonn (Bonn-Gesetz) wurden am 1. August 1969 die Gemeinde Ittenbach aus dem Amt Königswinter-Land, die Gemeinden Heisterbacherrott, Niederdollendorf und Oberdollendorf aus dem Amt Oberkassel sowie die Gemeinden Oberpleis und Stieldorf (ohne die Orte Birlinghoven, Hoholz, und Ungarten) aus dem Amt Oberpleis mit der Stadt Königswinter zur neuen Stadt Königswinter zusammengelegt.
In Königswinter befanden sich in der Zeit Bonns als Regierungssitz der Bundesrepublik Deutschland folgende diplomatische Vertretungen: ab Anfang der 1950er-Jahre die Residenz der Botschaft von Pakistan (Villa Leonhart), in den 1950er- und 1960er-Jahren die Residenz der Botschaft von Indonesien (Haus Felseck), in den 1970er-Jahren die Residenz der Botschaft von Bangladesch (Villa Am Lessing 6) und ab etwa 1990 die Kanzlei der Botschaft von Laos (ebenfalls Villa Am Lessing 6). Im Zuge der Verlegung des Regierungssitzes nach Berlin (1999) wurden die bis zuletzt bestehenden Botschaftsstandorte von Laos und Pakistan in Königswinter aufgegeben. Direkt auf der anderen Seite des Rheins befand sich die US-amerikanische Botschaft. Diesen Umstand nutzte am 13. Februar 1991 ein Kommando der RAF und schoss einige Male von dem Grundstück der leerstehenden Villa Von-Weiß-Straße 8 am Rheinufer auf das amerikanische Botschaftsgebäude, wobei nur Sachschaden entstand.
1991 wurde in der Königswinterer Altstadt eine Fußgängerzone eingerichtet. Der spätestens seit den 1990er-Jahren immer mehr abnehmende Tagestourismus z. B. aus den Niederlanden und dem Ruhrgebiet nach Königswinter, der vor allem vom Drachenfels angezogen wurde, führte in und um die Altstadt zu großen Veränderungen. Zahlreiche Hotels und Tanzlokale wurden seitdem geschlossen, einer neuen Verwendung zugeführt oder abgerissen. Die Stadt unternahm Anstrengungen, die Altstadt aufzuwerten und ließ sie 2004 als Sanierungsgebiet ausweisen. Die Drachenfelsbahn erhielt 2005 eine neue Talstation. Im Vorfeld der Regionale 2010 investierten Stadt und Land in die Neugestaltung des Aufstiegs zum Drachenfels. Neben einer Modernisierung der Wege und Plätze tragen zur Attraktivitätssteigerung auch die Restaurierung von Schloss Drachenburg einschließlich des Parks (1995–2011) sowie die Neugestaltung des Gipfelplateaus einschließlich der Niederlegung des Restaurants aus den 1970er-Jahren (2010–2012) bei.

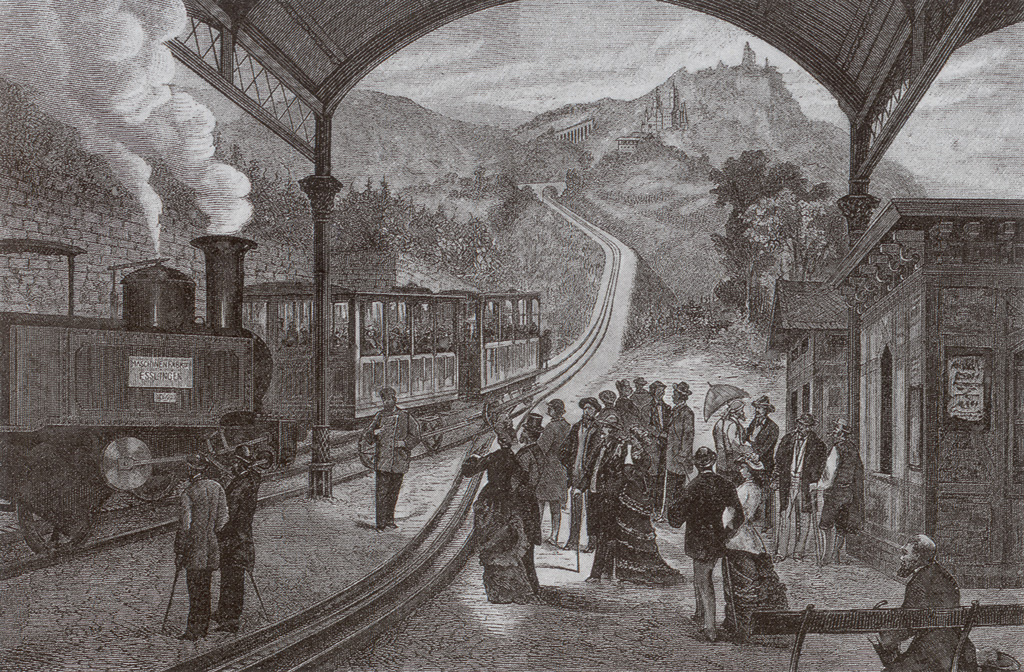
Bahnhof der Zahnradbahn Königswinter 1883

Eine Jubiläumsfeier 2015 aus Anlass der ersten urkundlichen Erwähnung Königswinters als Winetre im Jahr 1015 wurde durch die Stadtverwaltung nicht unterstützt. Dabei vertrat sie die Auffassung, als Gründungsjahr des heutigen Gemeinwesens „Stadt Königswinter“ sehe man das Jahr 1969. Die erste urkundliche Erwähnung betrachtete die Stadt in Hinsicht auf die teilweise früher erwähnten Ortsteile lediglich als Ortsteiljubiläum und somit, obwohl touristisch bedeutend, nicht förderwürdig.

### Einwohnerentwicklung

Einwohnerentwicklung Königswinters 1816 bis 2017

In den vergangenen Jahren stieg die Einwohnerzahl Königswinters wie im gesamten Rhein-Sieg-Kreis stark an, 2003 lag die Bevölkerung um 9,1 Prozent höher als 1996. Nach einer Prognose der Bertelsmann Stiftung soll sich diese Entwicklung fortsetzen, sie rechnet mit einer Zunahme bis 2020 um 8,1 Prozent. Das Wachstum ist hauptsächlich durch die Ausweisung einer wachsenden Zahl von Baugebieten im Bergbereich bedingt, wobei Nachbarstädte Königswinter vorwerfen, durch starkes Wachstum in unzureichend erschlossenen Gebieten in der ganzen Region Verkehrsprobleme zu schaffen und Zersiedelung zu betreiben. Einwohnerzahlen (bis 1970 umgerechnet auf den heutigen Gebietsstand):
| Datum | Einwohner |
| ----- | --------- |
| 1816  | 7.786     |
| 1905  | 14.907    |
| 1925  | 16.596    |
| 1939  | 16.753    |
| 1946  | 21.501    |
| 1961  | 26.209    |
| 1970  | 31.106    |
| 1980  | 33.041    |
| 1987  | 33.783    |
| 1990  | 35.013    |
| 1992  | 35.916    |

| Datum | Einwohner |
| ----- | --------- |
| 1995  | 37.341    |
| 2003  | 40.356    |
| 2005  | 41.268    |
| 2010  | 40.993    |
| 2013  | 39.976    |
| 2015  | 40.702    |
| 2016  | 40.927    |
| 2017  | 41.050    |
| 2020  | 42.218    |
| 2021  | 42.208    |
| 2022  | 42.629    |

### Petersberg

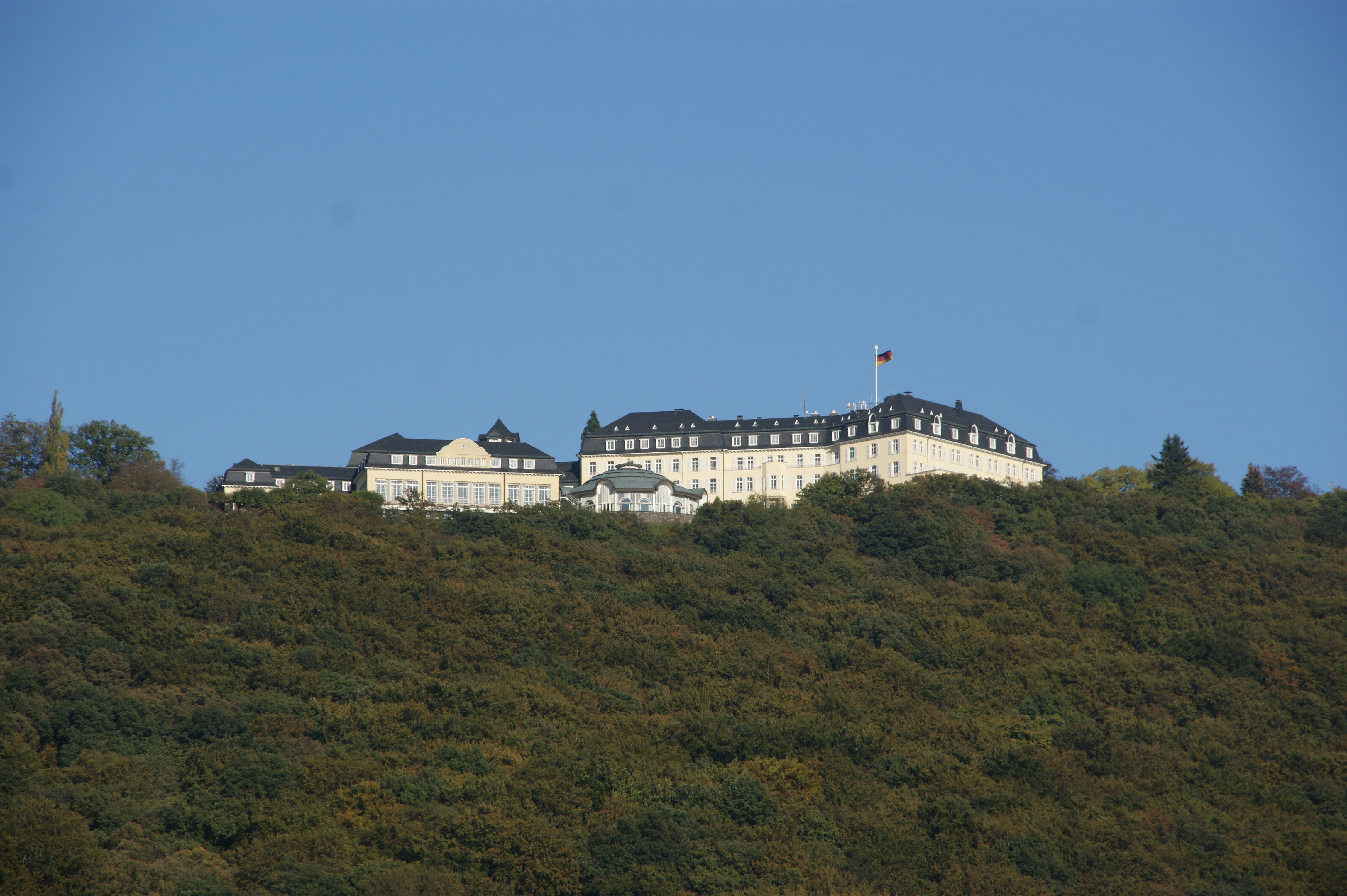
Petersberg mit Bundesgästehaus

Das Gästehaus auf dem Petersberg war nach der Ansiedlung der Bundesregierung in Bonn zur Residenz der Staatsgäste geworden. Dort wurde 1949 auch das Petersberger Abkommen unterzeichnet, das Königswinter einen Platz in den Geschichtsbüchern sicherte. Den Angehörigen der Alliierten Hohen Kommission auf dem Petersberg war die kostenlose Benutzung der Rheinfähre Königswinter–Mehlem gestattet, deren Kapazität dafür zur Hälfte reserviert war.:44, 222 Nach einer zwischenzeitlichen Schließung erwarb der Bund 1979 das Gebäude und ließ es von 1985 bis 1990 aufwändig umbauen. Dort werden gelegentlich bedeutende internationale Konferenzen, wie 2001 und 2002 die Afghanistan-Konferenz ausgerichtet. Bei Bedarf wird dann die Zufahrtsstraße gesperrt. Durch die Tagungen in dem bundeseigenen Gebäude wurde der Name der Stadt international bekannt. Das 5-Sterne-Hotel auf dem Berg wird außerhalb der Nutzung für größere Tagungen auch privat genutzt. Manchmal kommt es bei bedeutenderen Ereignissen zu Protesten am Petersberg und in Königswinter.
2019 fand hier der Petersburger Dialog statt.

### Kaiser-Wilhelm-Denkmal in Königswinter

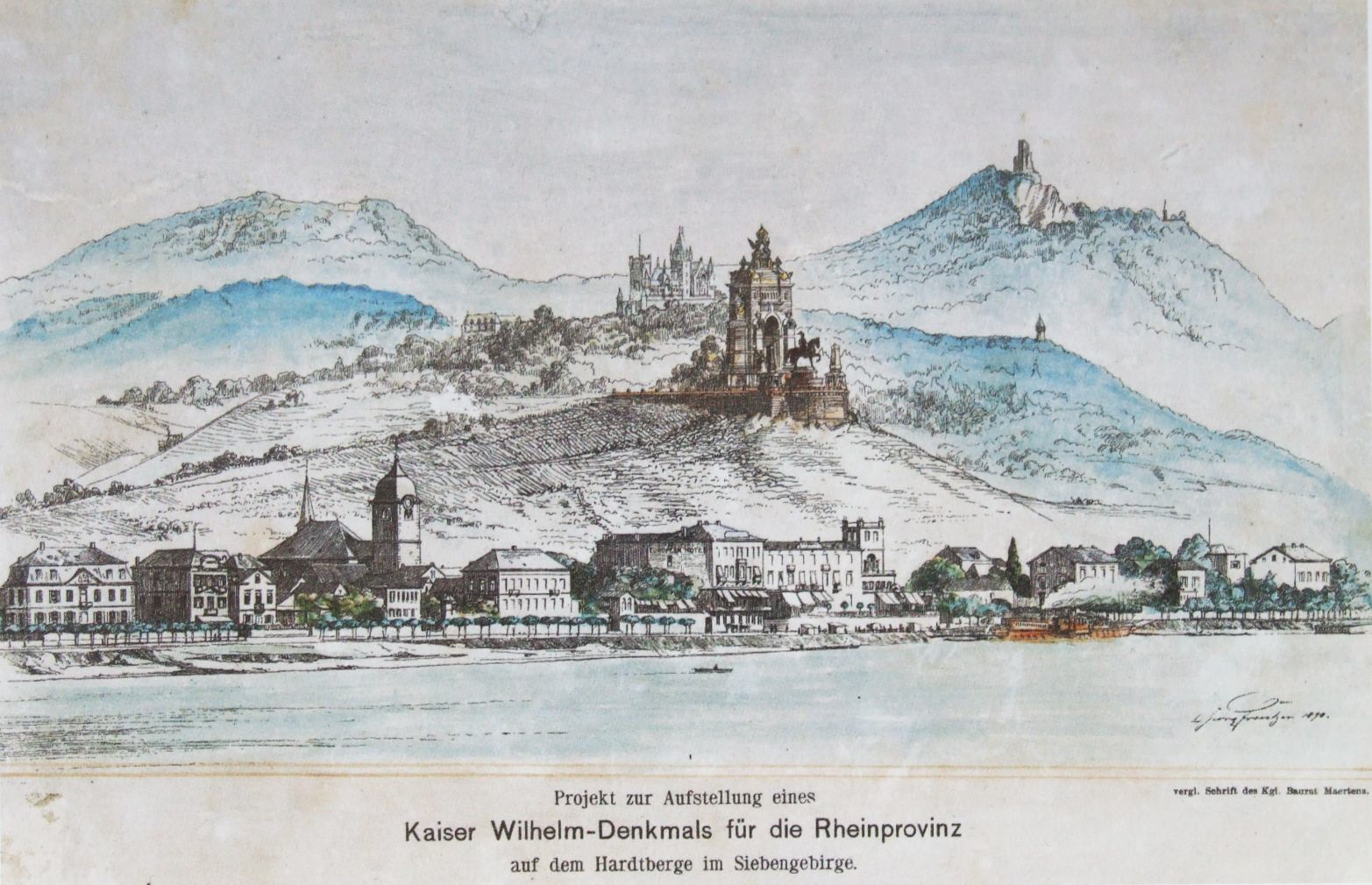
Wettbewerbsentwurf für das Kaiser-Wilhelm-Denkmal von Georg Frentzen, 1890

1890 entschied der Rheinische Provinziallandtag, ein Denkmal für den zwei Jahre zuvor verstorbenen Kaiser Wilhelm I. zu errichten. Als Standort waren Koblenz als Sitz des Oberpräsidenten der Rheinprovinz und das Siebengebirge im Gespräch. Es gab nur eine knappe Mehrheit für das Siebengebirge, deshalb überließ man den Beschluss Kaiser Wilhelm II. Dieser entschied im März 1891, dass das Kaiser-Wilhelm-Denkmal am Deutschen Eck in Koblenz gebaut werden sollte. Für das Denkmal in der Region des Siebengebirges gab es zahlreiche Vorschläge, von einigen sind Entwurfszeichnungen erhalten. Standorte sollten danach der Drachenfels, der Hardtberg, aber auch die Insel Grafenwerth sein. Die Entscheidung für Koblenz wurde in Königswinter bedauert. Das Denkmal in Koblenz wurde 1945 zerstört, das Deutsche Eck zum Mahnmal für die deutsche Einheit umgewandelt. Als ein Koblenzer Geld für die Wiedererrichtung zur Verfügung stellte, entbrannte in Koblenz, aber auch überregional, ein Streit um die Aufstellung und insbesondere um die Person Kaiser Wilhelms, der als „Kartätschenprinz“ 1848 die Revolution bekämpft hatte. Der damalige Königswinterer Bürgermeister bot an, das Denkmal im Siebengebirge zu errichten, so wie es ursprünglich einmal überlegt worden war. Letztendlich erfolgte die Wiederaufstellung aber doch in Koblenz.

## Politik
Königswinter ist eine mittlere kreisangehörige Stadt und nimmt als solche zusätzliche Aufgaben wahr.

### Stadtrat
Der Stadtrat ist die kommunale Volksvertretung der Stadt Königswinter. Über die Zusammensetzung entscheiden die Bürger alle fünf Jahre. Die letzte Wahl fand am 13. September 2020 statt. Die 52 Sitze des Rates der Stadt verteilen sich wie folgt:
| Partei       | Sitze | Sitze        | Sitze |
| Partei       | 2020  | Stand 2019 1 | 2014  |
| ------------ | ----- | ------------ | ----- |
| CDU          | 17    | 21           | 20    |
| SPD          | 8     | 12           | 12    |
| KöWI 2       | 13    | 11           | 11    |
| GAK 3        | –     | 3            | –     |
| Grüne        | 8     | –            | 4     |
| Linke        | 2     | –            | 2     |
| AfD          | 2     | –            | –     |
| FDP          | 2     | 3            | 3     |
| fraktionslos | –     | 2            | –     |
| Gesamt       | 52    | 52           | 52    |

Die Fraktion der AfD löste sich am 5. März 2021 auf.

### Bürgermeister
| Zeitraum  | Bürgermeister                      |
| --------- | ---------------------------------- |
| 1808–1814 | Clemens August Freiherr von Schall |
| 1814–1835 | Clemens August Schäfer             |
| 1835–1841 | Georg Karl Bülle                   |
| 1841–1890 | August Mirbach                     |
| 1890–1909 | Fritz Kreitz                       |
| 1909–1923 | Josef Clever                       |
| 1923–1933 | Peter Liedgens                     |
| 1933      | kom. Ludwig Buttlar                |
| 1933–1938 | Heinrich Lorenz                    |
| 1938–1944 | August Müller                      |
| 1944–1945 | Paul Wilhelm Müller                |
| 1945      | Jakob Mehlkop                      |
| 1945–1949 | Peter Liedgens                     |
| 1949–1952 | Wilhelm Kirfel                     |
| 1952–1956 | Wilhelm Peerenboom                 |
| 1956–1961 | Heinrich Reingen                   |
| 1961–1969 | Richard Faßbender (1931–2007)      |
| 1969–1990 | Günter Hank (1930–2015)            |
| 1990–1999 | Herbert Krämer                     |
| 1999–2020 | Peter Wirtz                        |
| seit 2020 | Lutz Wagner                        |

Bei der Bürgermeisterwahl am 13. September 2020 erreichte der Kandidat von SPD, KöWI und Grünen, Lutz Wagner (KöWI), 50,78 % der abgegebenen Stimmen und löst damit den amtierenden Bürgermeister Peter Wirtz ab.
Der Bürgermeister der Stadt Königswinter hat seit etwa 1990 seinen Amtssitz im Haus Bachem, das dem Rathaus gegenüberliegt.

### Wappen und Flagge

Hissflagge
Bannerflagge

Die Stadt Königswinter führt ein Wappen, eine Flagge und ein Dienstsiegel.
| Wappen der Stadt Königswinter | Blasonierung: „Das Wappen zeigt in Rot eine silberne (weiße) Torburg mit zwei dreifenstrigen Zinnentürmen und einem spitzbogigen Tor, das durch ein goldenes (gelbes) Fallgitter etwa zur Hälfte ausgefüllt wird. Zwischen den Türmen schwebt ein großes Schild, der auf gespaltenem Feld in Silber (Weiß) vorne einen linksgewendeten, doppelschwänzigen, blaugekrönten, -bezungten und -bewehrten roten Löwen, hinten ein durchgehendes Schwarzes Kreuz zeigt.“ |
| Wappen der Stadt Königswinter | Wappenbegründung: Das Wappen zeigt die Stadtmauern von Königswinter. Das Kreuz symbolisiert die ehemalige Zugehörigkeit zum Kurfürstentum Köln, der Löwe ist Symbol des Herzogtums Berg, dem große Teile Königswinters angehörten. Das Wappen in seiner jetzigen Form wurde offiziell am 6. Juni 1972 vom damaligen Kölner Regierungspräsidenten zum Königswinterer Stadtwappen erklärt.                                                                          |

### Städtepartnerschaften
Königswinter unterhält eine Städtepartnerschaft mit North East Lincolnshire (früher: Cleethorpes) im Vereinigten Königreich und seit 1989 mit Cognac in Frankreich.

## Kultur und Sehenswürdigkeiten

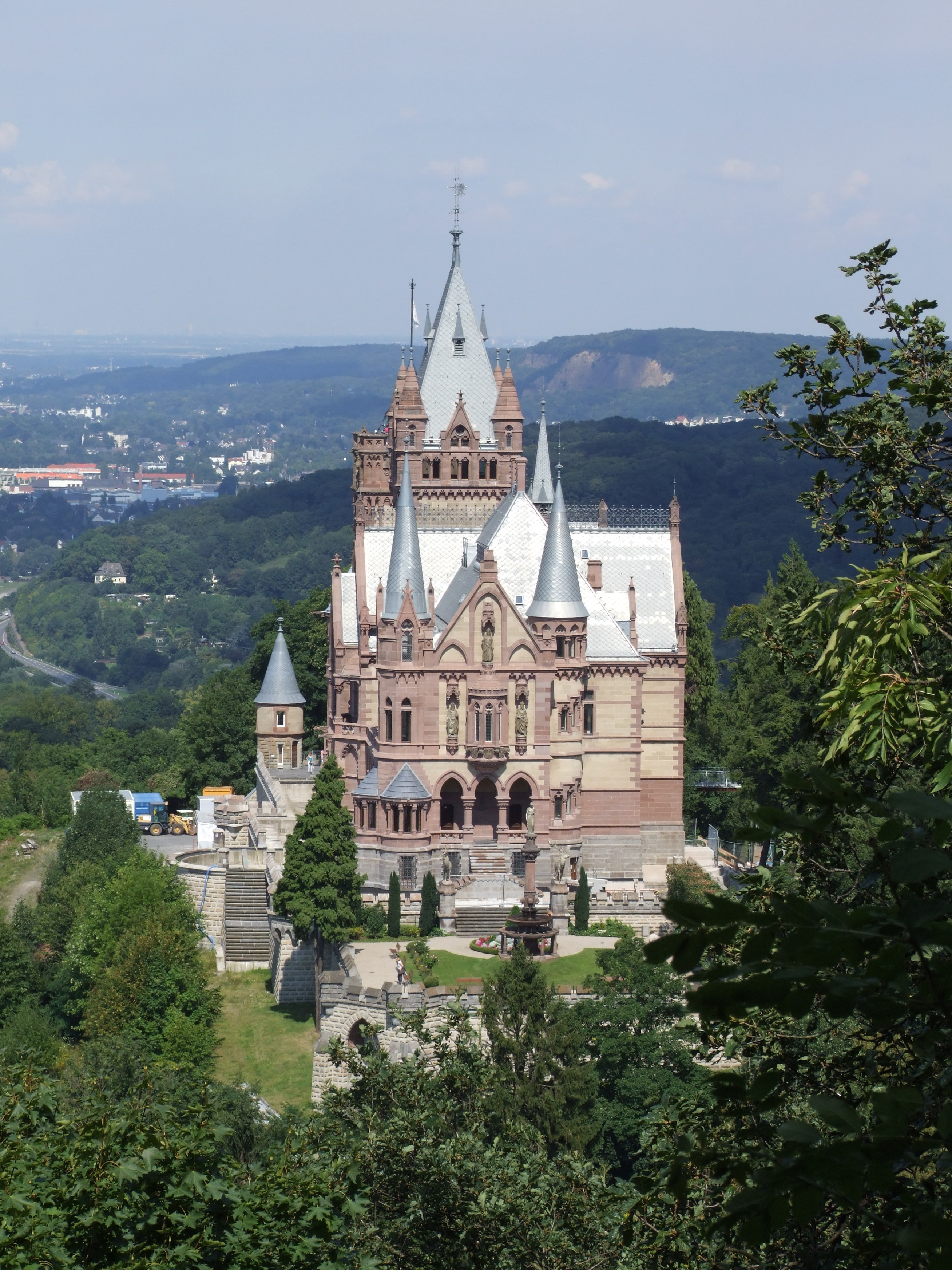
Schloss Drachenburg

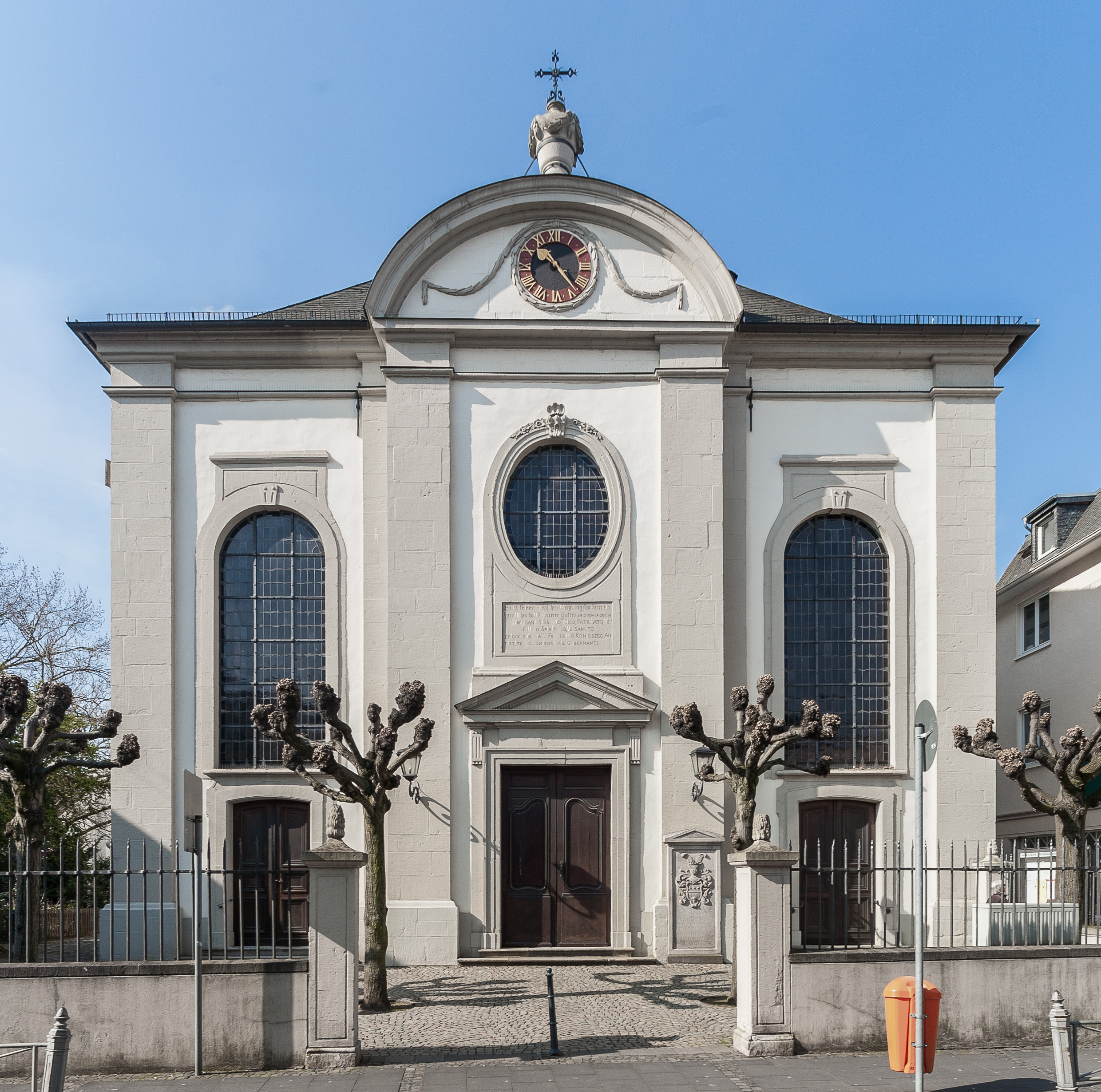
Eingangsseite von St. Remigius

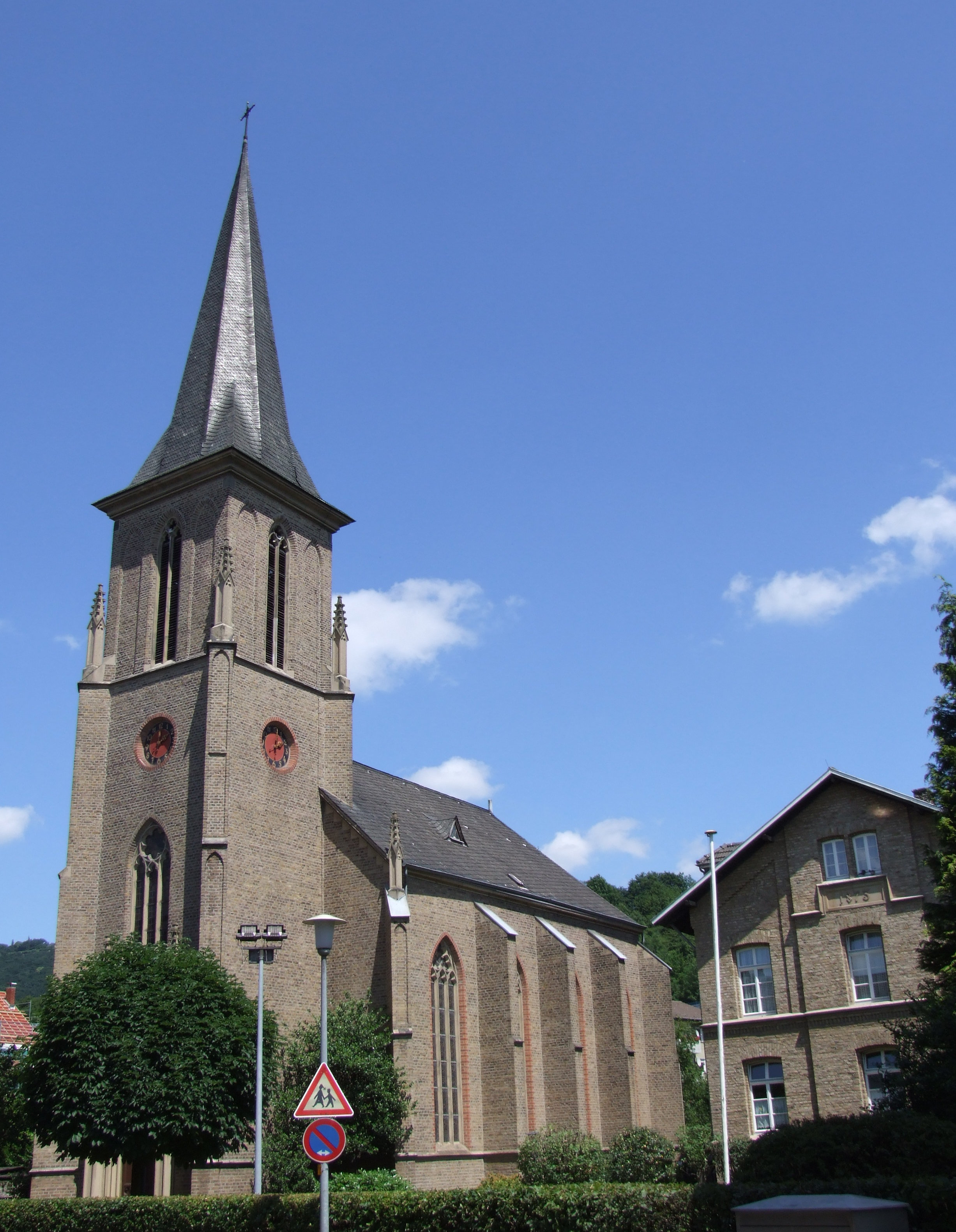
Christuskirche mit Pfarrhaus

### Museen
- Siebengebirgsmuseum
- Naturparkhaus, Margarethenhöhe
- Nibelungenhalle mit Reptilien-Zoo
- Museum zur Geschichte des Naturschutzes in der Vorburg der Drachenburg
- Brückenhofmuseum in Oberdollendorf
- Geschichtshäuschen zum Düfelsarsch in Bockeroth
- Sea Life Königswinter (geschlossen seit 31. Dezember 2022)
- Besucherzentrum Petersberg
- Die vier virtuellen Museen in Königswinter-Oberpleis, -Thomasberg/Heisterbacherrott, -Ittenbach, -Oberdollendorf – ein „Gedächtnis der Region“[46]

### Bauwerke
- Kloster Heisterbach (mit Chorruine)
- Haus Schlesien
- Schloss Drachenburg
- Hirschburg
- Ofenkaulen (Stollensystem)
- Pfarrkirche St. Remigius
- Evangelische Christuskirche
- Wintermühlenhof
- Wilhelm-Auguste-Viktoria-Haus
- Haus Felseck
- Haus Bachem (Amtssitz des Bürgermeisters)
- Friedhof Am Palastweiher
- Rathaus (Königswinter)
- Tomberger Hof (vermutlich ältestes Gebäude des Stadtkerns)

### Naturdenkmäler
Königswinter liegt am und im Siebengebirge, dem ältesten Naturschutzgebiet in Deutschland.
Da der nahe Heisterbacherrott gelegene Weilberg als Steinbruch genutzt wurde, kann die Erdgeschichte etwa 30 Millionen Jahre zurückverfolgt werden.

### Regelmäßige Veranstaltungen
- Kunsttage Königswinter (April)

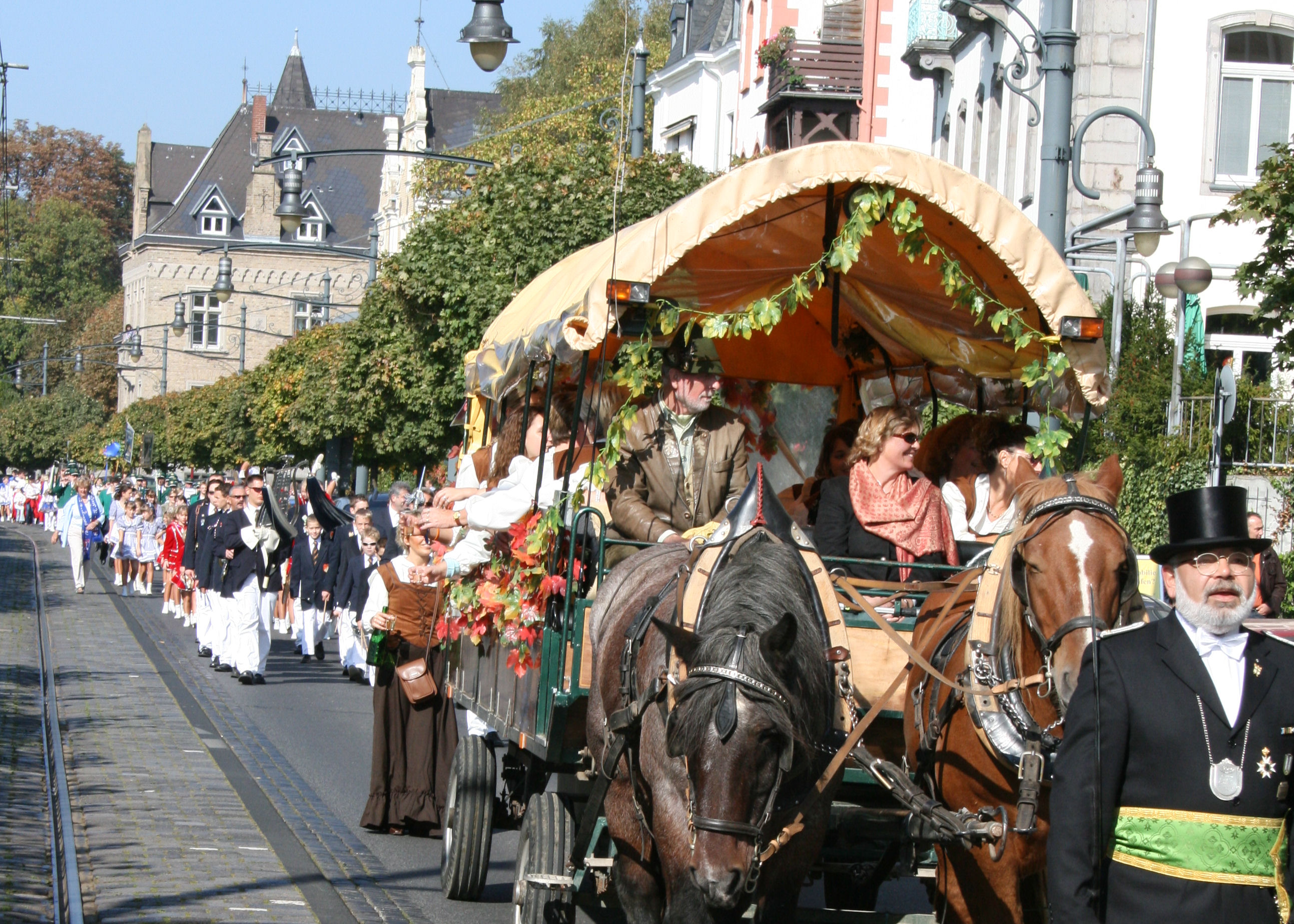
Der Erntedankzug am Winzerfest (Stiftungsfest der Sankt Sebastianus Junggesellen Schützenbruderschaft 1604)

- Maifest in Oelinghoven (1. Mai)
- Rhein in Flammen: am ersten Samstag im Mai. Großfeuerwerke und Schiffsrundfahrt von Linz am Rhein entlang Erpel, Unkel, Remagen, Rheinbreitbach, Rheininsel Nonnenwerth bei Bad Honnef, Bad Godesberg, Königswinter zur Bonner Rheinaue bei Bonn
- Kirchenchorfest in Ittenbach (Mai)
- Pfingstkirmes in Römlinghoven
- Pfingstfest in Stieldorferhohn
- Jaaßekirmes in Niederdollendorf (Fronleichnam)
- Kinderfest in Oelinghoven (Juni)
- Schützenfest (St. Sebastianus Schützenbruderschaften, alle zwei Jahre, zuletzt im Mai 2016)
- Kirmes in Oberdollendorf (St. Laurentius, August)
- Weiherfest in Heisterbacherrott (August)
- Waldfest im „Heestern Bösch“ (August, Männerchor Quirrenbach)
- Kirmes in Eudenbach (Mitte September)
- Kirmes in Niederdollendorf (St. Michael, September)
- Erntedankfest in Oelinghoven (Ende August/Anfang September)
- Erntedankfest in Vinxel (September)
- Kirmes in Ittenbach (Hl. Lukas September/Oktober)
- Winzerfest (freitags bis montags um den ersten Sonntag im Oktober)

### Baudenkmäler
Auf dem Gebiet der Stadt Königswinter sind (Stand: September 2013) 412 bauliche Anlagen oder Teile baulicher Anlagen als Baudenkmal nach dem Denkmalschutzgesetz Nordrhein-Westfalens ausgewiesen. Sie sind in der Denkmalliste der Stadt Königswinter eingetragen.

## Wirtschaft und Infrastruktur
Königswinter weist einen überdurchschnittlichen Kaufkraftindex in Höhe von 117 Prozent des Bundesdurchschnitts (100 Prozent) für das Jahr 2015 auf. Im Rhein-Sieg-Kreis übertreffen lediglich Wachtberg mit 126,7 und Bad Honnef mit 127,2 Prozent diesen Wert.

### Verkehr

#### Straßenverkehr

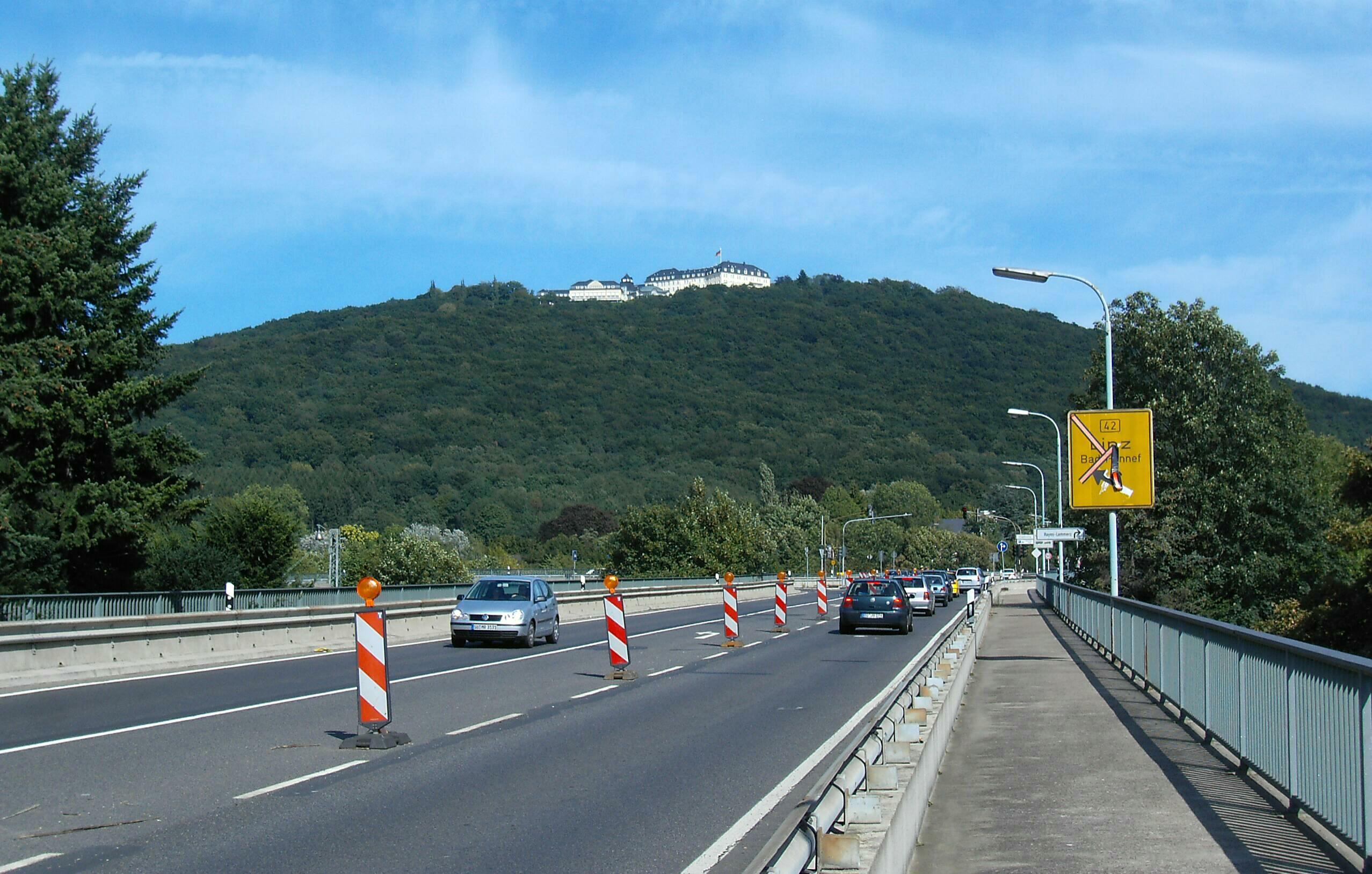
Brücke der Landesstraße 331 mit Anschlussstelle zur B 42 und Blick auf Petersberg (2006)

Die Tallage von Königswinter ist mit den Anschlussstellen Königswinter und Königswinter-Oberdollendorf über die vierstreifige Bundesstraße 42 angebunden und verfügt damit über eine direkte Verbindung zur angrenzenden Bundesstadt Bonn und über die sich anschließende Flughafenautobahn A 59 nach Köln. Die südliche Nachbarstadt Bad Honnef wird ebenfalls über die Bundesstraße erreicht, die danach in Richtung Unkel zweispurig ausgebaut ist. Die B 42 verläuft in der Ortslage von Königswinter als Hochstraße am Siebengebirgshang und überspannt den Ostrand der Altstadt auf der etwa 600 m langen Drachenbrücke und der sich anschließenden kleineren Nachtigallenbrücke.
Im Bergbereich gibt es einen direkten Zugang zur sechsspurigen A 3 über die Anschlussstelle Siebengebirge (Nr. 33). Man erreicht sie vom Talbereich über die Landesstraße 331 (Stadtkern) und über die Landesstraße 268 (Oberdollendorf), die durch das Siebengebirge führen.
Insgesamt sind die durch Königswinterer Stadtgebiet führenden Straßen des überörtlichen Verkehrs (Bundes-, Landes- und Kreisstraßen) 79,7 Kilometer lang.
Königswinter verfügt insgesamt über ein Straßen- und Wegenetz von 359,1 Kilometern (Stand 2018). Am 1. Januar 2018 waren in der Stadt 29.424 Kraftfahrzeuge zugelassen, davon 25.053 Personenkraftwagen.

#### Schienen- und Busverkehr

##### Verkehrsverbund
Königswinter gehört dem Verkehrsverbund Rhein-Sieg (VRS) an.

##### Eisenbahn

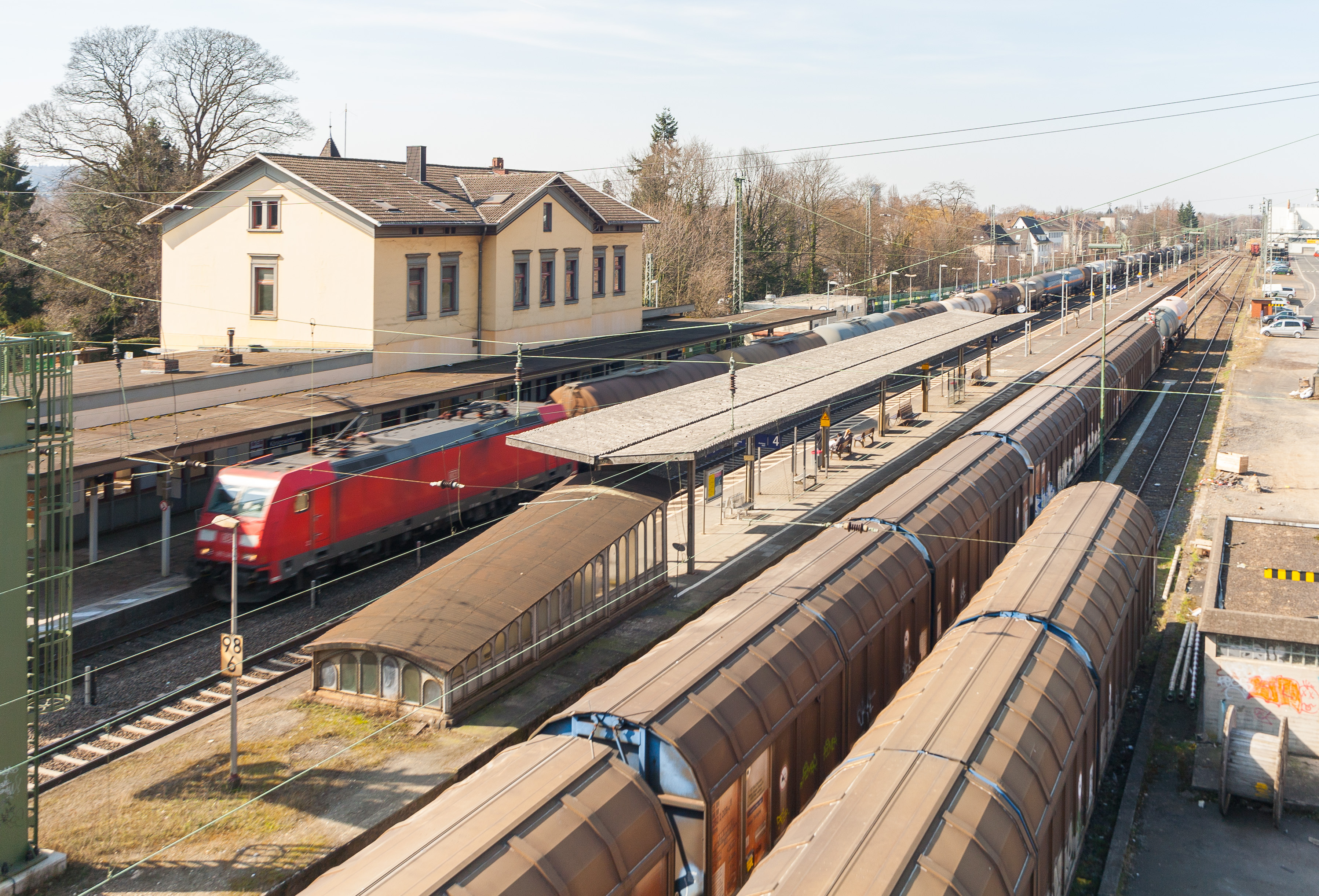
Bahnhof Königswinter

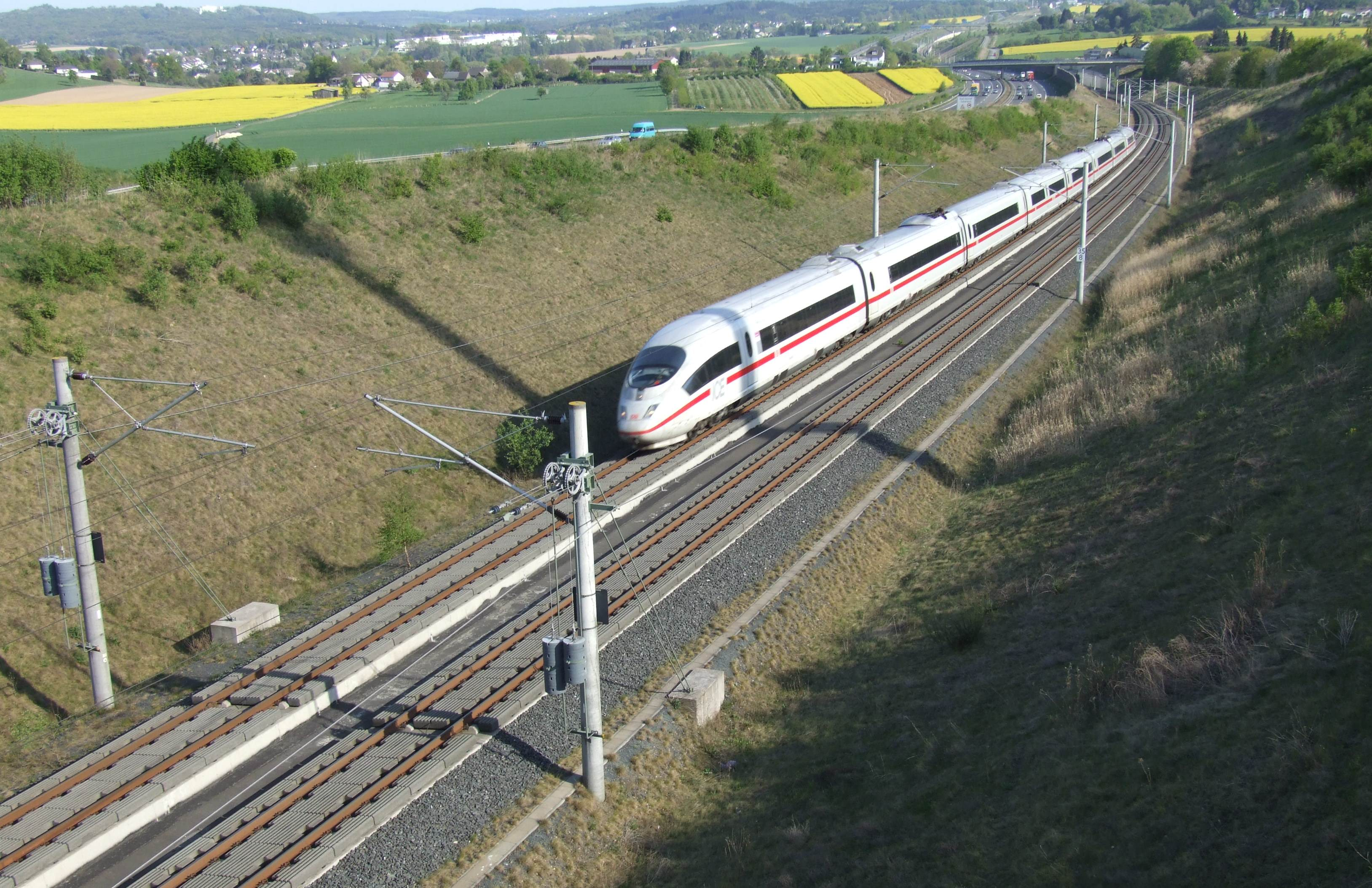
ICE-Schnellfahrstrecke bei Stieldorferhohn

Königswinter liegt an der rechten Rheinstrecke (KBS 465) mit zwei Bahnhöfen im Stadtgebiet: einem am Rand der Altstadt von Königswinter (Bahnhof Königswinter) und einem weiteren in Niederdollendorf (Bahnhof Niederdollendorf). Beide werden von den – jeweils um etwa 30 Min. versetzt – im Stundentakt verkehrenden Regionalverkehrslinien RE 8 (Rhein-Erft-Express) und RB 27 (Rhein-Erft-Bahn) bedient, die in Richtung Köln und Koblenz fahren. Seit Juni 2004 ist Königswinter über die Flughafenschleife an den Flughafen Köln/Bonn angebunden, der von der RB 27 angefahren wird. Die beiden Empfangsgebäude in Königswinter und Niederdollendorf werden betrieblich nicht mehr genutzt und stehen unter Denkmalschutz. Im Norden des Bahnhofs Königswinter bestehen Industrieanschlussgleise der Firma Maxion Wheels.
Im Stadtgebiet wird die rechte Rheinstrecke zweimal überquert (von der Siebengebirgsbrücke und der Brücke der ehemaligen Bundesstraße 42 in Oberdollendorf) sowie neunmal unterquert, davon fünfmal durch reine Fußgängerunterführungen und einmal durch die Siebengebirgsbahn. Zudem bestehen noch drei beschrankte Bahnübergänge, von denen ein weiterer in absehbarer Zeit durch eine Unterführung ersetzt werden soll.
Durch das Stadtgebiet verläuft westlich entlang der Bundesautobahn 3 die ICE-Schnellfahrstrecke Köln–Rhein/Main mit dem Ittenbachtunnel (1145 m), einem kurzen Landschaftstunnel am Laagshof (255 m) und der Talbrücke Hasenpohl (127 m).

##### Stadtbahn

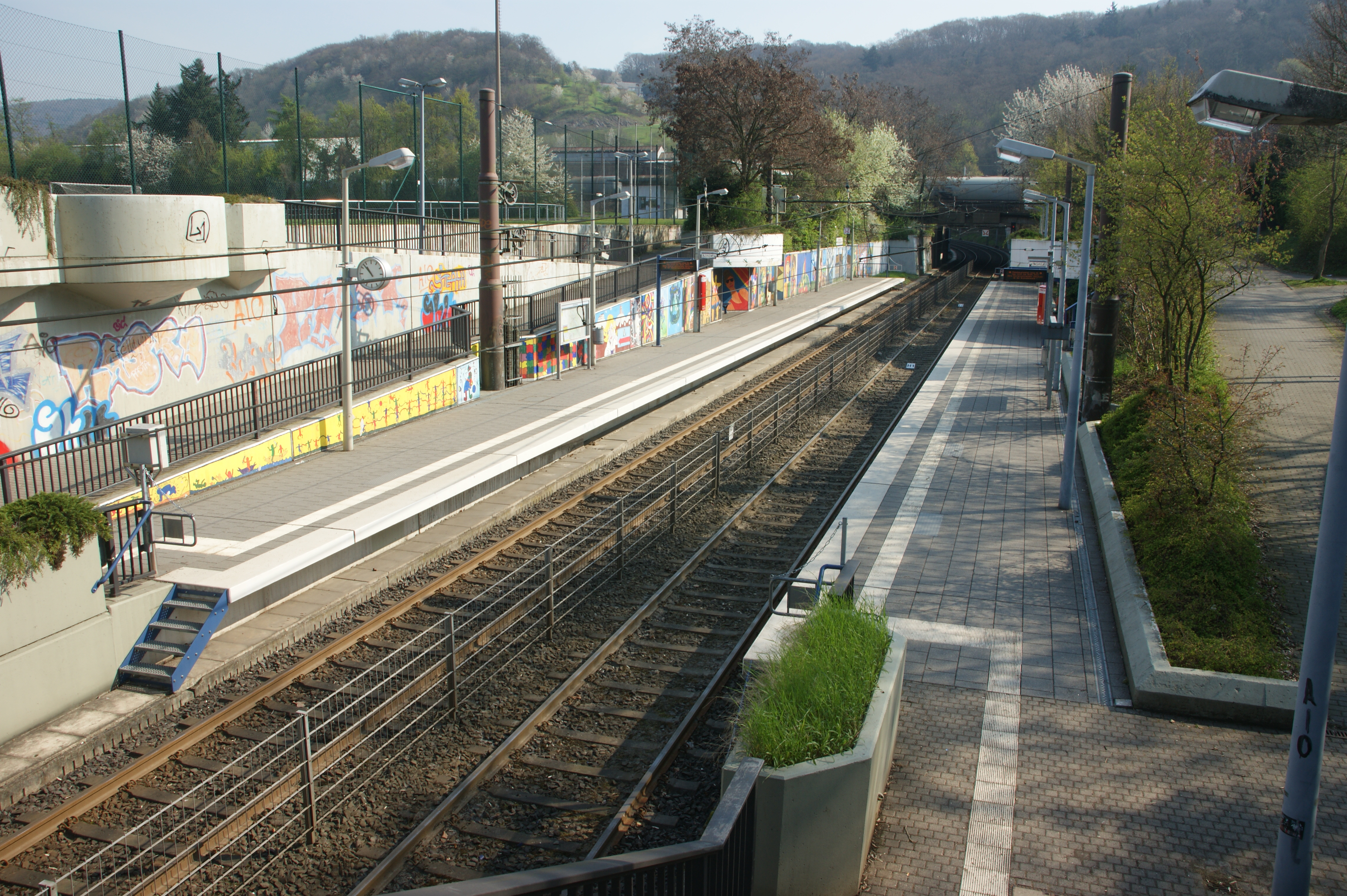
Stadtbahnhaltestelle Longenburg – CJD Königswinter

Die Siebengebirgsbahn (Stadtbahnlinie 66) der SSB fährt in Richtung Bad Honnef bzw. Siegburg über Bonn und Sankt Augustin. Im Altstadtbereich verläuft die Trasse längs des Rheinufers, in Oberdollendorf führt sie durch einen Tunnel; auf dem Stadtgebiet gibt es sechs Haltestellen. Die Linie verkehrt montags bis freitags tagsüber im 20-Minuten-Takt, sonst im 30-Minuten-Takt. Im Berufsverkehr wird sie teilweise auf einen 10-Minuten-Takt verdichtet. Weiter nördlich auf der Strecke Ramersdorf–Bonn Hauptbahnhof–Siegburg wird montags bis freitags tagsüber ständig im 10-Minuten-Takt gefahren. Bei besonderen Veranstaltungen werden von Bonn kommende Sonderzüge bis zur Abstellanlage Oberkassel Süd/Römlinghoven eingesetzt. Sofern in Königswinter das Rheinufer wegen Hochwassers gesperrt ist, verkehrt die Linie 66 je nach Grad der Überflutung bis zu den Haltepunkten Clemens-August-Straße, Longenburg (CJD Königswinter) bzw. Oberdollendorf; auf der restlichen Strecke wird ein Schienenersatzverkehr angeboten.

##### Bus
Die Verbindung in die Berglagen wird durch mehrere Buslinien teilweise wechselnder Linienführung hergestellt, wobei die Linien 541 und 521 die wichtigsten sind.

##### Drachenfelsbahn

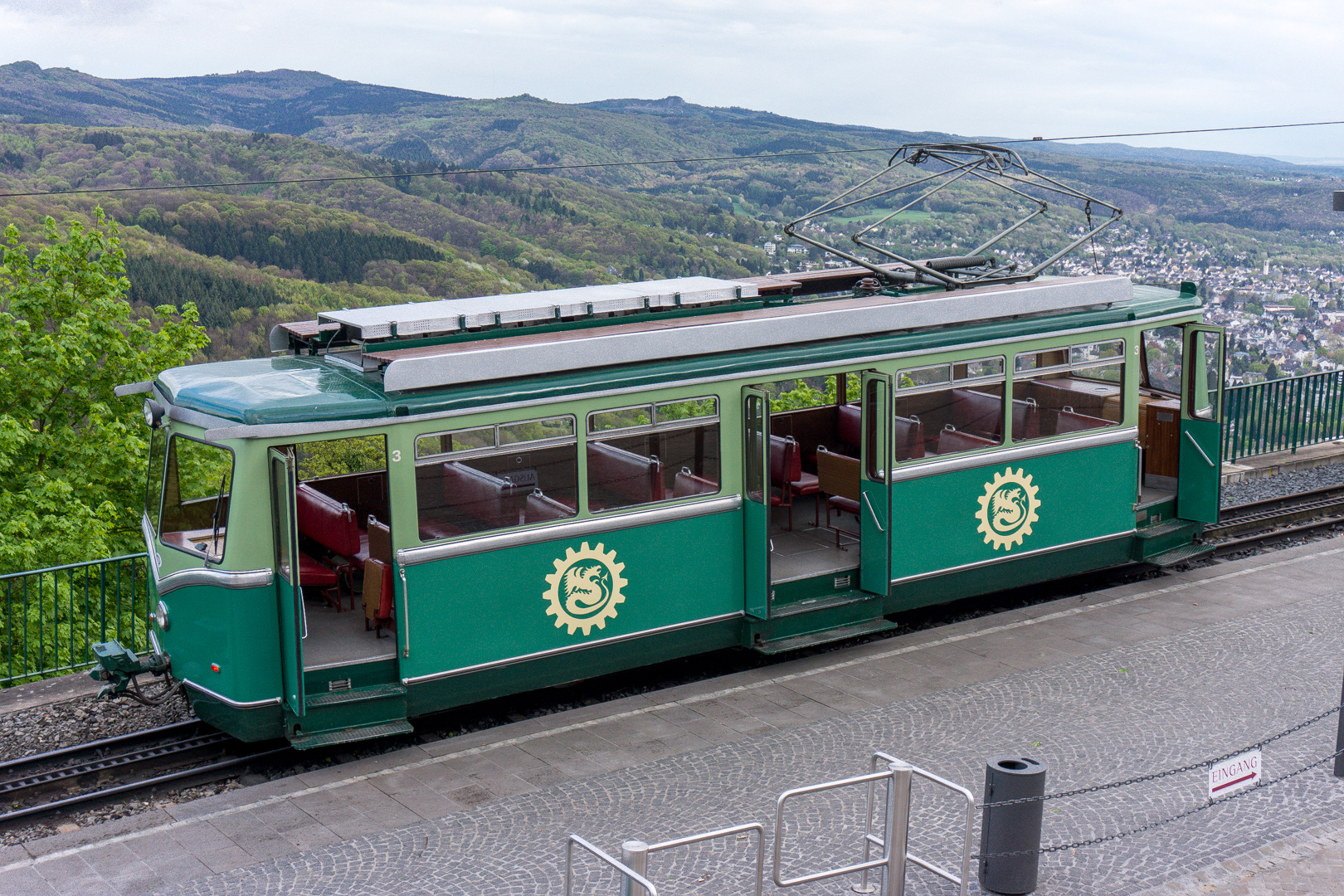
Drachenfelsbahn

Die 1883 eröffnete Drachenfelsbahn ist die älteste der vier Zahnradbahnen Deutschlands. Sie bewältigt auf dem Weg zum Drachenfels 220 Höhenmeter. Als Zubringer aus der Ortsmitte setzt die Drachenfelsbahn eine Wegebahn namens „Lokomobil“ ein.
Von 1889 bis 1958 bestand als zweite von Königswinter ausgehende Zahnradbahn die Petersbergbahn.

#### Fahrrad
Der die Quelle mit der Mündung des Rheins verbindende europäische Fernradweg EuroVelo 15 (EV15, auch Rheinradweg genannt) führt auf seinem rechtsrheinischen Abschnitt von Süd nach Nord durch Königswinter. Die Streckenführung des EV15 ist in Königswinter identisch mit der Radroute Erlebniswelt Rheinschiene. Über die Rheinfähre Königswinter ist ab der Altstadt eine direkte Verbindung zum linksrheinischen Abschnitt des EV15 möglich.

#### Rheinfähren
Die Autofähren im Bereich der Altstadt (Rheinfähre Königswinter) und in Niederdollendorf (Rheinfähre Bad Godesberg–Niederdollendorf) ermöglichen das Übersetzen nach Bonn-Mehlem (Stadtbezirk Bad Godesberg).

### Tourismus

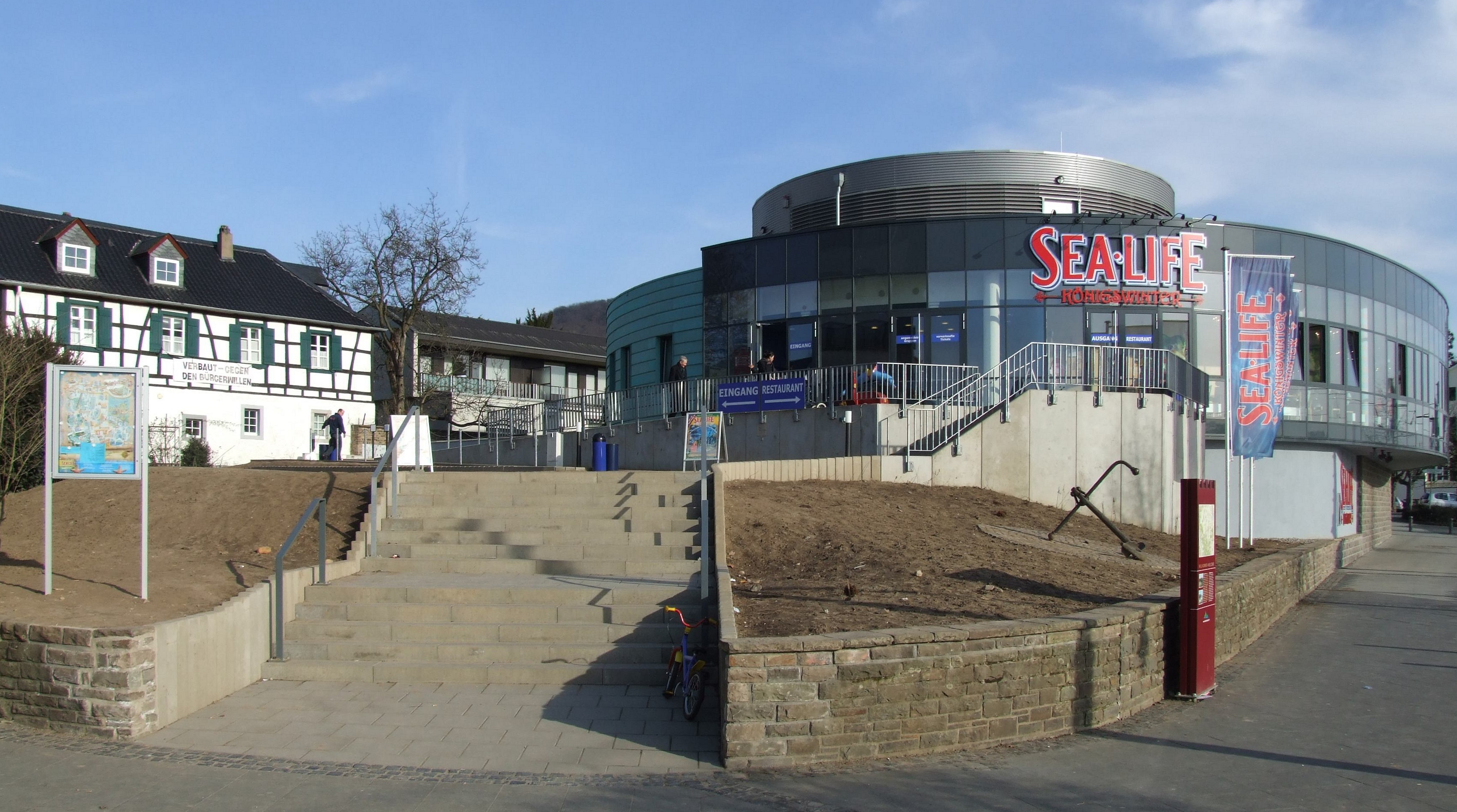
Außenansicht des ehemaligen Sea Life Königswinter

Königswinter ist mit dem Siebengebirge ein beliebter Tourismusort. Neben dem Kottenforst ist es das wichtigste Fremdenverkehrsziel und Naherholungsraum für die Bewohner der Region Bonn/Rhein-Sieg und hat auch überregional Bedeutung. Mit Drachenfels, Großem Ölberg und Petersberg liegen auf dem Stadtgebiet neben Bad Honnef mit der Löwenburg die touristisch bedeutendsten Berge des Naturparks. Die Rheinpromenade ist im Sommer hochfrequentiert, weshalb es dort viel Gastronomie gibt. Von 2005 bis 2022 beherbergte die Stadt das Sea Life Königswinter. Das Schloss Drachenburg hat einen Haltepunkt an der Drachenfelsbahn. Das Lemmerz-Freibad am Sauren Berg (1952/53) ist aufgrund seiner Lage unterhalb des Drachenfels mit Blick ins Rheintal ebenfalls ein beliebtes Ausflugsziel.
Königswinter liegt am 2003 gegründeten Fernwanderweg Rheinsteig.
Seit Mai 2009 führt die bundesweit von der Ostsee bis zum Bodensee verlaufende Deutsche Alleenstraße im Abschnitt 10 durch das Stadtgebiet von Königswinter.

### Ansässige Unternehmen
Zu den bedeutenden Unternehmen in Königswinter gehören:
- B+R Maschinenbau GmbH – Blasform- und Rationalisierungtechnik für Kunststoffteile
- Baumot Group AG, vormals Twintec AG – Hersteller von Rußfiltern und Katalysatoren (Ruttscheid)
- Brähler ICS Konferenztechnik AG – Konferenztechnik in Königswinter-Oberpleis
- Brune GmbH – Möbelfabrik in Königswinter-Oberpleis
- Dinova GmbH & Co. KG – Hersteller von Farben in Königswinter-Oberdollendorf
- C. Gerhardt GmbH & Co. KG – Hersteller von Laborgeräten in Königswinter-Oberdollendorf, gegründet 1846
- Maxion Wheels (ehem. Hayes Lemmerz) – Felgen-Hersteller (Altstadt und Niederdollendorf)
- Heel Verlag – Gut Pottscheidt bei Königswinter
- I&L Biosystems GmbH – Vertrieb von wissenschaftlichen Laborgeräten, Königswinter-Ittenbach-Margarethenhöhe
- Jass Baubedarf GmbH & Co. KG – Baustoffe (Altstadt)
- KMA Umwelttechnik GmbH – Hersteller von Luftabsauganlagen und Abluftreinigungsanlagen (Ruttscheid)
- Kuchem Konferenztechnik – Vermietung und Verkauf von Konferenztechnik
- Limbach Flugmotoren GmbH & Co. KG – Motoren für Kleinflugzeuge
- RHI Magnesita Deutschland – Feuerfestmaterialien (Niederdollendorf)
- Schlund Electronic, A.M. Schlund – Tonstudios – Videoproduktion – Ü-Wagen – Ü-Wagen-Technik, Beschallung (Niederdollendorf)
- Vodafone, Seminar- und Tagungszentrum (in und an der Hirschburg), seit 2003[55]
- WW-K Warmwalzwerk Königswinter GmbH
- Zera GmbH – Zählerprüfeinrichtungen (Oberpleis)

### Vereinigungen, Verbände und sonstige Institutionen
Aufgrund der räumlichen Nähe zur Bundesstadt Bonn sind in Königswinter zahlreiche überregionale Verbände und Institutionen ansässig, darunter:
- „Agenda21-Königswinter“ e. V. Gemeinnütziger Förderverein der Lokalen Agenda-21 in Königswinter
- Arbeitnehmer-Zentrum Königswinter (AZK; Bildungshaus und Tagungszentrum der Stiftung Christlich-Soziale Politik e. V.)
- Arbeitsgemeinschaft Berufstätiger Frauen in der Christlich-Demokratischen Arbeitnehmerschaft
- Blühende-Landschaft-Königswinter, Arbeitsgruppe der Lokalen Agenda21-Königswinter, Lokales Netzwerk für Naturschutz
- Bund der Deutschen Katholischen Jugend, Stadtverband Königswinter[56]
- Bund der Pfadfinderinnen und Pfadfinder, Stamm Oberon, Stamm Gegenwind
- Bundesverband höherer Berufe der Technik, Wirtschaft und Gestaltung e. V.
- Bundesverband staatlich geprüfter Techniker e. V.
- Christlich-Demokratische Arbeitnehmerschaft Deutschlands (CDA; 1950–1999)
- Deutsch-Britische Gesellschaft e. V.
- Deutsch-Usbekische Gesellschaft e. V.
- Deutsche Akademie für Energemedizin und Bioenergetik e. V. (DAEMBE)
- Deutsche Lebens-Rettungs-Gesellschaft, Ortsgruppen Königswinter e. V. und Oberpleis e. V.
- Deutsche Pfadfinderschaft Sankt Georg, Stamm Oberpleis[57]
- Deutscher Beamtenbund, Bildungszentrum „Forum Siebengebirge“
- Europäisches Zentrum für Arbeitnehmerfragen
- Gästehaus der Verfassungsorgane der Bundesrepublik Deutschland (auf dem Petersberg)
- Hannah-Stiftung gegen sexuelle Gewalt
- Jakob-Kaiser-Stiftung e. V.
- Karl-Arnold-Stiftung, CDU-nahe Stiftung (im Adam-Stegerwald-Haus, bis 2013)
- Landschaftsverband Rheinland, Fortbildungseinrichtung „Jugendhof Rheinland“ (bis 2004)
- Landsmannschaft Schlesien, Nieder- und Oberschlesien e. V.
- Sach- und Haftpflichtversicherung des Bäckerhandwerks VVaG
- Stadtjugendring Königswinter e. V.
- Stiftung Christlich-Soziale Politik e. V.
- Südosteuropa-Gesellschaft e. V.
- Verband der Redenschreiber deutscher Sprache e. V.
- Verband Deutscher Sicherheitstechniker e. V.

Von 1984 bis 1999 war der Margarethenhof im Ortsteil Margarethenhöhe Sitz der Friedrich-Naumann-Stiftung, einer FDP-nahen Stiftung.

#### Wählervereinigungen
Königswinterer Wählerinitiative
Die Wählergruppe Königswinterer Wählerinitiative (KöWI), eine Abspaltung der Grünen, ist ein eingetragener Verein und seit Mai 2009 eine Fraktion im Stadtrat. Bei der Kommunalwahl im August 2009 erzielte die Wählerinitiative 11,2 Prozent der Stimmen und zog mit fünf Mitgliedern in den Stadtrat ein. Durch spätere Zusammenschlüsse mit der Fraktion der Freien Wähler Königswinter und einem ehemaligen FDP-Fraktionsmitglied im Jahr 2013 kamen drei weitere Ratsherren hinzu. Bei der Kommunalwahl am 25. Mai 2014 erreichte KöWI mit 20,68 Prozent elf Mandate. Die Kommunalwahl 2020 erbrachte einen Stimmenanteil von 25,60 % und 13 Sitze.
Freie Wähler Königswinter
Die Wählergruppe Freie Wähler Königswinter (FWK) wurde am 8. April 2009 als nicht eingetragener Verein gegründet. Bei der Kommunalwahl am 30. August 2009 erzielten die Freien Wähler einen Anteil von 6,5 Prozent und damit drei Mandate. Eines der Ratsmitglieder verließ nach der Wahl die Fraktion und schloss sich später der Fraktion Freie und Linke an, die übrigen Fraktionsmitglieder wechselten am 7. Juli 2013 in die Königswinterer Wählerinitiative.

### Medien
- 1873–1941: Echo des Siebengebirges
- 1902–1905: Königswinterer Zeitung
- 1963–2004: Siebengebirgszeitung
- 1996–1998: Königswinterer Zeitung
- seit 1996: Oberhau-aktuell e. V.
- 2010–2012: KönigswinterDirekt (Internetzeitung)
- General-Anzeiger mit Lokalausgabe Honnefer Volkszeitung

Der weithin sichtbare Sendemast auf dem Großen Ölberg versorgt die Siebengebirgsregion und die Bundesstadt Bonn mit Radioprogrammen und sendet auf den Frequenzen für den Mobilfunk. Seit 2004 strahlt der Sendemast auf dem Bonner Venusberg das digitale Antennenfernsehen DVB-T aus.

### Bildung

#### Grundschulen
- Königswinter (Johann-Lemmerz-Grundschule), Gemeinschaftsgrundschule
- Niederdollendorf (Longenburgschule), Gemeinschaftsgrundschule
- Oberdollendorf, Gemeinschaftsgrundschule
- Heisterbacherrott (Stenzelbergschule), Gemeinschaftsgrundschule
- Stieldorf (Grundschule am Lauterbach), Gemeinschaftsgrundschule
- Ittenbach, katholische Grundschule
- Oberpleis (Sonnenhügel), katholische Grundschule
- Eudenbach, Dependance der Grundschule Oberpleis

#### Förderschulen
- Drachenfelsschule (Förderschule mit den Schwerpunkten Lernen und Sprache), seit 2015 im Verbund mit der Förderschule Bornheim

#### Weiterführende Schulen
- Hauptschule Oberpleis (bis 2018 auslaufend)
- Realschule Oberpleis (bis 2018 auslaufend)
- Gymnasium am Oelberg, Oberpleis
- Gesamtschule Oberpleis (seit 2013 aufbauend)
- CJD Christophorusschule Königswinter (privates Gymnasium mit Realschule und Internat)

Die Schulen in Oberpleis sind im dortigen Schulzentrum untergebracht.
Die Christophorusschule liegt auf der Grenze der Ortsteile Königswinter und Niederdollendorf und befindet sich in den Gebäuden der ehemaligen städtischen Realschule und des städtischen Gymnasiums.

#### Sonstige Bildungseinrichtungen
- VHS Siebengebirge
- Musikschule der Stadt Königswinter
- Studienhaus für keltische Sprachen und Kulturen
- Arbeitnehmerzentrum Königswinter (Bildungswerk)

## Öffentliche Einrichtungen

### Gericht
In Königswinter hat ein Amtsgericht seinen Sitz, das für die Städte Königswinter und Bad Honnef zuständig ist. Es gehört zum Bezirk des Landgerichtes Bonn.

### Post
Eine Postexpedition wird in Königswinter im Jahre 1808 erwähnt, 1817 eine Postwärterei. Die 1825 genannte Postexpedition wurde 1863 zur Postexpedition erster Klasse. 1871 gab es eine Postverwaltung, 1876 wurde sie zum Postamt zweiter Klasse und 1901 schließlich zum Postamt erster Klasse erhoben.
Ab 1880 existierte auf dem Drachenfels eine Postagentur, die nur im Sommer geöffnet war. Heute gibt es sie nicht mehr.
In Ittenbach bestand seit 1904 eine Postagentur.
In Oberdollendorf gibt es seit 1871 eine Postexpedition, die 1876 zum Postamt dritter Klasse wurde.
Im Bereich der Stadt Königswinter gibt es heute nur noch Postagenturen. Sie befinden sich in den Stadtteilen Altstadt, Berghausen, Ittenbach, Oberdollendorf, Oberpleis, Stieldorf und Thomasberg.

### Agentur für Arbeit
Die früher in Königswinter-Altstadt gelegene Geschäftsstelle der Agentur für Arbeit Bonn befindet sich heute im Stadtteil Oberdollendorf.

### Krankenhaus
Seit 1845 verfügte Königswinter über ein dem heiligen Josef geweihtes Krankenhaus im Tomberger Hof, das 1910 an den neuerrichteten Standort an der Bismarckstraße verlegt wurde. Ab 1980 wurde es von der (katholischen) CURA gGmbH gemeinsam mit dem Katholischen Krankenhaus im Siebengebirge in Bad Honnef betrieben und 2011 zu Gunsten des letzteren geschlossen. Im Jahr 2013 wurde das Gebäude bis auf eine denkmalgeschützte Kapelle abgerissen. An dessen Stelle wurde das Seniorenzentrum Katharina errichtet.

## Persönlichkeiten

### Ehrenbürger
- 1890: August Mirbach (Bürgermeister von 1841 bis 1890)
- 1911: Hermann Beckmann
- 1911: Oswald Gilgenberg
- 1919: Heinrich Bonn
- 1922: Ferdinand Mülhens (4711)
- 1922: Eugen Assheuer
- 1926: Wilhelm Bachem
- 1926: Karl Wolfslast
- 1946: Heinrich Nachtsheim
- 1950: Johann Lemmerz (Lemmerz-Werke)
- 1957: Paul Lemmerz (Lemmerz-Werke)
- 1969: Luise Streve-Mülhens
- 1990: Eduard Rhein (Erfinder, Schriftsteller)

### In Königswinter geboren
- Franz Ittenbach (1813–1879), Maler
- Wolfgang Müller von Königswinter (1816–1873), Dichter
- Eduard Maubach (1838–1925), MdR
- Ernst Spindler (1854–1916), Architekt
- Konrad Saenger (1869–1945), Statistiker
- Hermann Nollau (1878–1969), Verwaltungsjurist, Direktor der Kunstakademien in Königsberg und Kassel
- Emil Felix Jung (1886–nach 1932), Maler
- Karl Spindler (1887–1951), Marineoffizier und Autor
- Peter Buchholz (1888–1963), Gefängnispfarrer in Berlin
- Peter Dierichsweiler (1892–1966), Architekt
- Heinz Vogel (1898–1977), Maler
- Eduard Rhein (1900–1993), Erfinder, Schriftsteller
- Theo Hardenberg (1908–1975), Pädagoge, Heimatforscher und Museumsleiter
- Günter Hank (1930–2015), Rechtsanwalt und ehemaliger Bürgermeister von Königswinter
- Karl Lamers (1935–2022), MdB
- Rolf Römer (1935–2000), Schauspieler und Regisseur
- Hans Weingartz (1949–2024), Verleger, Gründer des Kid Verlages
- Rosi Röhm (* 1951), Künstlerin und Bildhauerin
- Gilla Cremer (* 1956), Schauspielerin, Autorin und Produzentin
- Michael Opielka (* 1956), Sozialwissenschaftler
- Holger A. Dux (* 1958), Bauhistoriker
- Uwe Janson (* 1959), Regisseur und Drehbuchautor
- Peter Wirtz (* 1960), ehemaliger Bürgermeister von Königswinter
- Lothar H. Wieler (* 1961), Veterinärmediziner und Mikrobiologe, Präsident des Robert Koch-Instituts
- Bardo Fassbender (* 1963), Rechtswissenschaftler
- Horst Heldt (* 1969), Fußballer, Sportdirektor beim 1. FC Köln
- Jutta Zerres (* 1970), Provinzialrömische Archäologin
- Andrea Lindlohr (* 1975), Politikerin (Bündnis 90/Die Grünen)

### Persönlichkeiten mit Verbindung zur Stadt
- Stephan Freiherr von Sarter (1833–1902), Bankier, Erbauer von Schloss Drachenburg
- Ferdinand Mülhens (1844–1928), Unternehmer, Eigentümer des Wintermühlenhofs
- August Scheidgen (1866–1951), Architekt, lebte und arbeitete in Königswinter
- Ottmar Edwin Strauss (1878–1941), Unternehmer, Mitgründer des Otto-Wolff-Konzerns in Köln, ab 1919 Eigentümer von Haus Heisterberg (heute Jugendhof Rheinland)
- Franz-Rudolf von Weiss (1885–1960), Schweizer Generalkonsul
- Carlo Mense (1886–1965), Künstler
- Franz Josef Krings (1886–1968), Architekt und Bildhauer, wirkte in Königswinter
- Paul Spinat (1904–1989), Unternehmer, ehemaliger Eigentümer von Schloss Drachenburg
- Siegfried Wischnewski (1922–1989), Schauspieler und Drehbuchautor, lebte bis zu seinem Tod in Königswinter. Seine Grabstätte befindet sich auf dem Friedhof Königswinter-Oberpleis
- Ernemann Sander (1925–2020), Künstler
- Reinhard Selten (1930–2016), Wissenschaftler und Nobelpreisträger für Wirtschaftswissenschaften 1994
- John le Carré (1931–2020), Schriftsteller
- Klaus Sagaster (* 1933), Sprach- und Kulturwissenschaftler (Zentralasienkunde), lebt in Königswinter
- Gabriel Adriányi(eigentlich Gábor; 1935–2024). ungarisch-deutscher Geistlicher und Kirchenhistoriker. Von 1976 bis 2000 ordentlicher Professor in Bonn, lebte in Königswinter
- Norbert Blüm (1935–2020), Politiker (CDU), Bundesminister für Arbeit und Sozialordnung a. D., MdB
- Konrad R. Müller (1940–2023), Fotograf
- Joachim Hartung (1948–2014), Mathematiker und Professor für Statistik, Thomas-L.-Saaty-Preisträger
- Peter Hintze (1950–2016), Pastor der evangelischen Gemeinde von 1980 bis 1983, Politiker (CDU), Vizepräsident des Deutschen Bundestages, MdB
- Burkhard Mohr (* 1959), Künstler
- Markus Maria Profitlich (* 1960), Komiker, lebt in Thomasberg
- Guido Westerwelle (1961–2016), Politiker (FDP), Bundesminister des Auswärtigen a. D., MdB
- Andrea Milz (* 1963), Politikerin (CDU), Staatssekretärin für Sport und Ehrenamt in der Düsseldorfer Staatskanzlei, MdL
- Lutz Wagner (* 1964), Bürgermeister von Königswinter
- Ashok-Alexander Sridharan (* 1965), Politiker (CDU), ehemaliger Bonner Oberbürgermeister
- Norbert Röttgen (* 1965), Politiker (CDU), Bundesminister für Umwelt, Naturschutz und Reaktorsicherheit a. D., MdB, wohnhaft in Stieldorf
- Irmhild Boßdorf (* 1967), Politikerin (AfD)
- Ralf Schmitz (* 1974), Komiker, lebt in Ittenbach
- Oliver Mintzlaff (* 1975), Wirtschafts- und Sportmanager, lebt in Königswinter
- Judith Merchant (* 1976), Krimi-Autorin, lebt in Königswinter
- Maxim Richarz (* 1982), Musiker alias Maxim
- Ali Dogan (* 1982), Politiker (SPD)
- Konstanze Klosterhalfen (* 1997), Mittelstreckenläuferin, hält mehrere deutsche und europäische Jugend- und Juniorenrekorde, sowie den deutschen Rekord im 3000- und 5000-Meter-Lauf
- Eduardo Dos Santos Haesler (* 1999), Fußballtorwart, aufgewachsen in Königswinter

## Königswinter in der Weltliteratur
Königswinter war während der englischen Rheinromantik-Reisewelle der 1830er-Jahre ein beliebtes Reiseziel und ist dadurch in die englische Literatur eingegangen. Königswinter und Nonnenwerth (ebenso Aachen, Köln, Wiesbaden und Ems) werden namentlich in dem 1847 erschienenen gesellschaftskritisch-satirischen Roman mit dem zum Sprichwort gewordenen Titel Vanity Fair (Jahrmarkt der Eitelkeit) von William Makepeace Thackeray genannt (Kap. LXII mit der Originalüberschrift Am Rhein).
Der Bestseller-Autor John le Carré lebte in den 1960er-Jahren in Königswinter und verfasste nach eigenen Aussagen in diversen Fernseh- und Presseinterviews sein bekanntestes Buch Der Spion, der aus der Kälte kam in Königswinter, u. a. auf dem Weg zu seiner Arbeitsstelle auf der Rheinfähre zwischen Niederdollendorf und Bad Godesberg, wo er zu dieser Zeit in der Britischen Botschaft tätig war. In seinem Werk Eine kleine Stadt in Deutschland wird Königswinter mehrfach erwähnt, ist Schauplatz und Kapitelüberschrift.